# Valkenburg aan de Geul

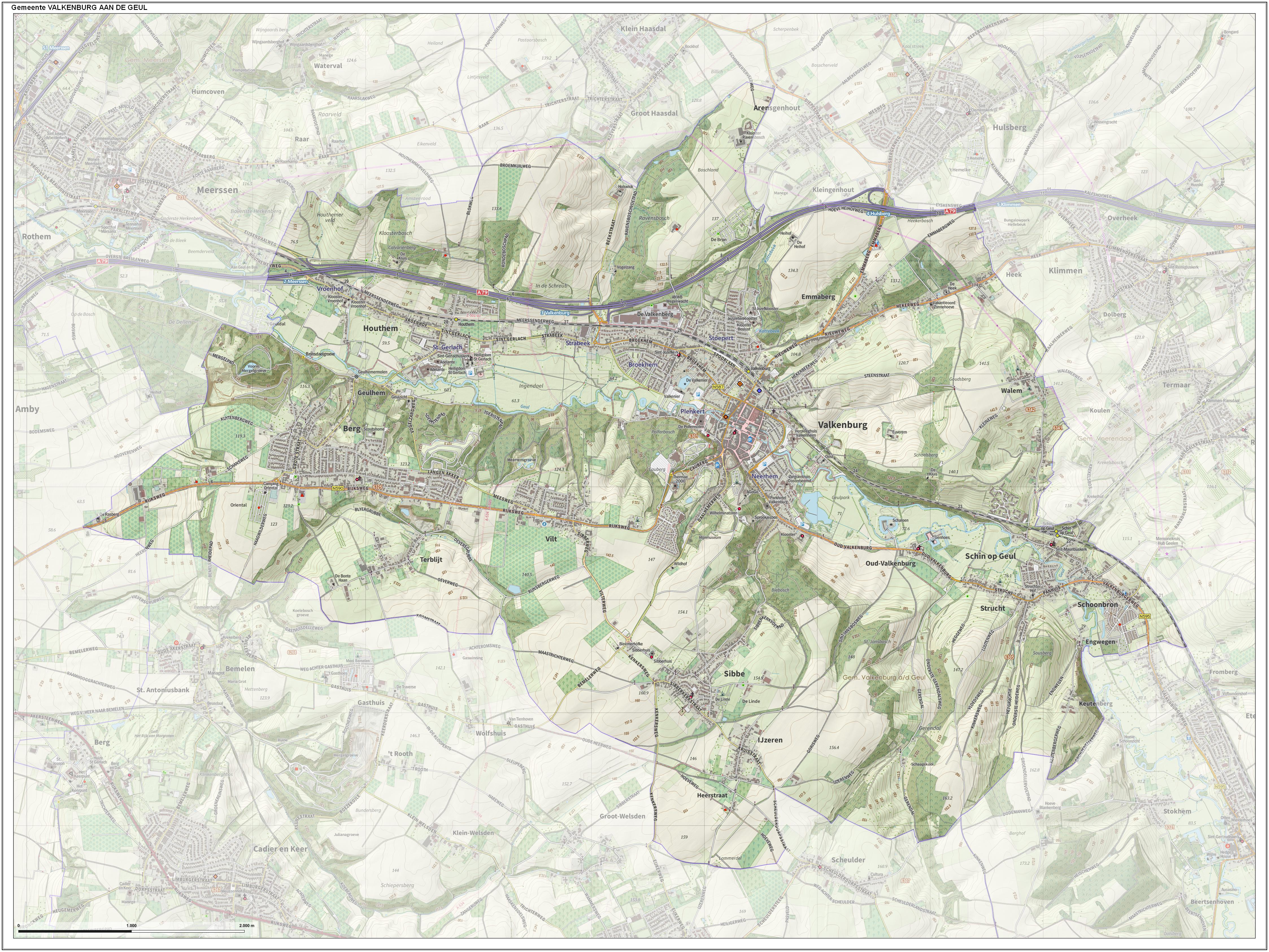
Topografische gemeentekaart van Valkenburg, december 2017

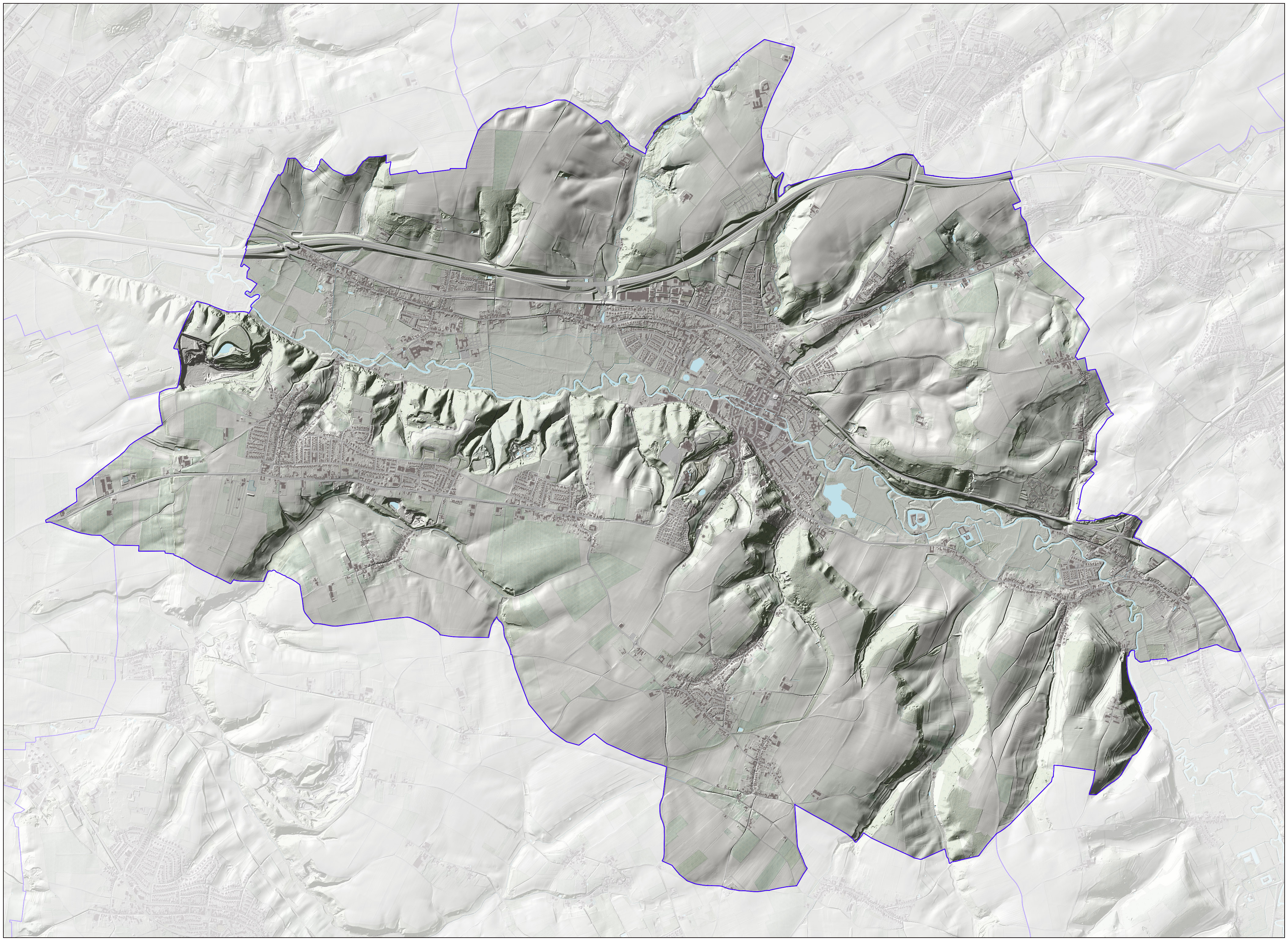
Reliëfbeeld van de gemeente Valkenburg

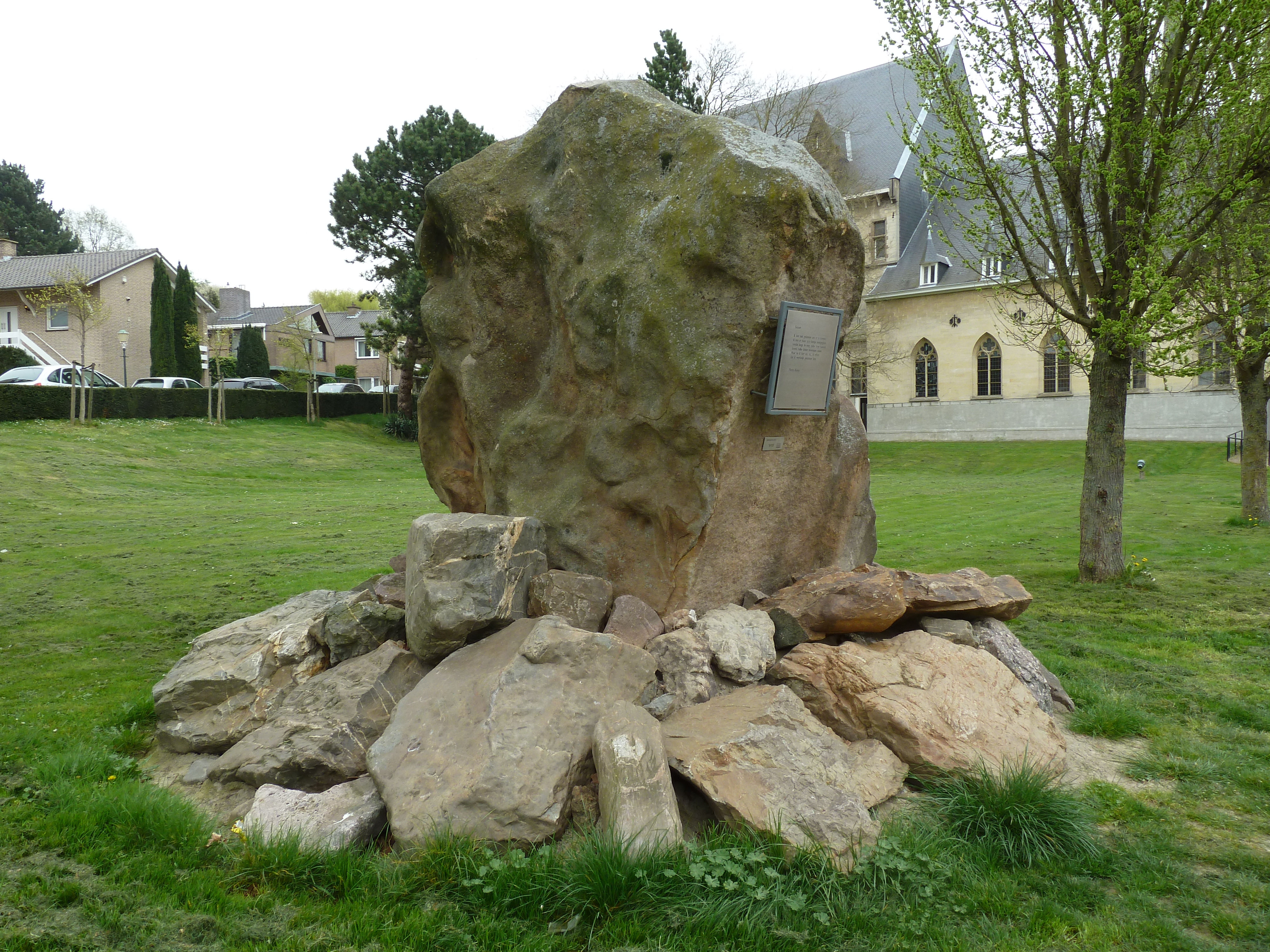
De Dikke Kei van Valkenburg anno 2014

Valkenburg aan de Geul (uitspraakⓘ) (Limburgs: Valkeberg aan de Geul) is een gemeente in het zuiden van de Nederlandse provincie Limburg. De naam van de gemeente verwijst naar de hoofdplaats Valkenburg en de rivier de Geul, die min of meer van oost naar west door de gemeente stroomt. De gemeente telt 16.425 inwoners (1 januari 2024, bron: CBS) en heeft een oppervlakte van 3690 hectare.

## Topografie en demografie

### Dorpen, gehuchten en buurtschappen
De gemeente Valkenburg aan de Geul omvat het stadje Valkenburg, 6 dorpen, 8 gehuchten (<500 inwoners) en 7 buurtschappen (<100 inwoners).
Aantal inwoners per woonkern op 1 januari 2005 (1 januari 2023 voor Schin op Geul, Valkenburg en Walem):
De belangrijkste buurtschappen in de gemeente zijn: Strucht (Sjtröch), Keutenberg (Keuteberg), Heerstraat (Hièrsjtraot), Engwegen (Ingwege), Sint Gerlach (Sint-Gerlach), Vroenhof (Vroenhof) en Geulhem (Geulem).

### Aangrenzende gemeenten
De gemeente Valkenburg aan de Geul werkt op verschillende terreinen samen met de gemeente Maastricht en de vier andere Heuvellandgemeenten (Meerssen, Eijsden-Margraten, Gulpen-Wittem en Vaals).
| Aangrenzende gemeenten | Aangrenzende gemeenten | Aangrenzende gemeenten | Aangrenzende gemeenten | Aangrenzende gemeenten |
| ---------------------- | ---------------------- | ---------------------- | ---------------------- | ---------------------- |
| Meerssen               |                        | Beekdaelen             |                        |                        |
|                        |                        |                        |                        |                        |
| Maastricht             | Voerendaal             |                        |                        |                        |
|                        |                        |                        |                        |                        |
|                        |                        | Eijsden-Margraten      |                        | Gulpen-Wittem          |

### Demografie
Zoals veel gemeenten in Nederlands Zuid-Limburg, heeft ook Valkenburg aan de Geul sinds midden jaren 1990 te maken met vergrijzing en bevolkingsdaling. Gevolgen daarvan zijn onder andere toenemende uitgaven voor gezondheidszorg, leeglopende scholen en minder behoefte aan woningbouw. In 2013 verwachtte het Centraal Bureau voor de Statistiek voor de gemeente in de periode tot 2040 een terugloop van het inwonertal met 854 personen (min 5,1%). Deze krimp is kleiner dan eerder voorspeld.

## Geschiedenis
De gemeente Valkenburg aan de Geul kwam tot stand bij de gemeentelijke herindeling van 1 januari 1982. Op die datum werden de tot dan toe zelfstandige gemeenten Valkenburg-Houthem en Berg en Terblijt samengevoegd. Daarnaast vonden er diverse grenscorrecties plaats met de naburige gemeenten Wijlre, Hulsberg en Margraten (alle drie inmiddels ook opgeheven).
Tijdens de overstromingen in juli 2021 was Valkenburg aan de Geul de zwaarst getroffen gemeente in Limburg doordat de rivier de Geul dwars door de gemeente loopt. Met name in het centrum van Valkenburg was de schade groot. De schade werd vlak na de ramp geschat op 400 miljoen euro.

## Bestuur en politiek

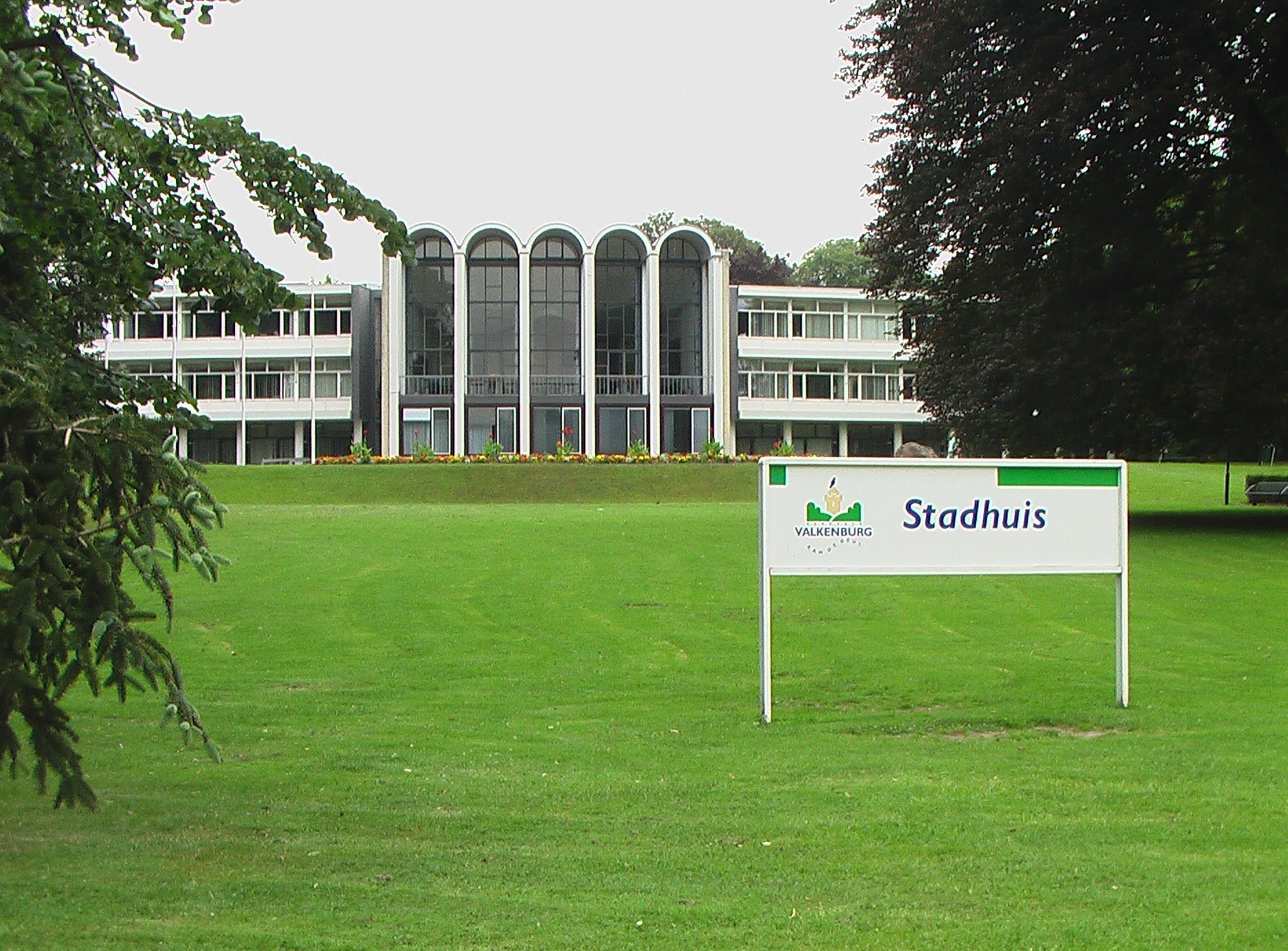
Gemeentehuis van Valkenburg aan de Geul

Het bestuur van de gemeente Valkenburg aan de Geul zetelt in het gemeentehuis in het Park Dersaborg, vlak bij Station Valkenburg.

### Zetelverdeling gemeenteraad
De gemeenteraad van Valkenburg aan de Geul bestaat uit 17 zetels. Hieronder staat de samenstelling van de gemeenteraad sinds 1998:
| Gemeenteraadszetels                  | Gemeenteraadszetels | Gemeenteraadszetels | Gemeenteraadszetels | Gemeenteraadszetels | Gemeenteraadszetels | Gemeenteraadszetels | Gemeenteraadszetels |
| Partij                               | 1998                | 2002                | 2006                | 2010                | 2014                | 2018                | 2022                |
| ------------------------------------ | ------------------- | ------------------- | ------------------- | ------------------- | ------------------- | ------------------- | ------------------- |
| Algemeen Belang                      | 6                   | 5                   | 4                   | 7                   | 7                   | 5                   | 5                   |
| VSP                                  | -                   | -                   | -                   | -                   | -                   | 3                   | 3                   |
| Progressieve Groene Partij           | -                   | -                   | -                   | -                   | -                   | 3                   | 3                   |
| VVD                                  | 1                   | 1                   | 1                   | 2                   | 3                   | 2                   | 3                   |
| CDA                                  | 5                   | 4                   | 3                   | 3                   | 3                   | 4                   | 3                   |
| PPGV - GroenLinks - PvdA             | -                   | -                   | -                   | -                   | 3                   | -                   | -                   |
| D66                                  | -                   | -                   | -                   | -                   | 1                   | -                   | -                   |
| D66-PvdA                             | -                   | -                   | 1                   | 2                   | -                   | -                   | -                   |
| PvdA                                 | -                   | 1                   | -                   | -                   | -                   | -                   | -                   |
| Progressieve Partij Groot Valkenburg | -                   | -                   | -                   | 2                   | -                   | -                   | -                   |
| SP                                   | 2                   | 3                   | 4                   | 1                   | -                   | -                   | -                   |
| Ver V'burg Transperant               | -                   | -                   | 2                   | -                   | -                   | -                   | -                   |
| Inwoners Belang                      | 3                   | 3                   | 2                   | -                   | -                   | -                   | -                   |
| Totaal                               | 17                  | 17                  | 17                  | 17                  | 17                  | 17                  | 17                  |

### Burgemeester en wethouders
Burgemeester van Valkenburg aan de Geul is sinds 6 april 2021 Daan Prevoo.

## Onderwijs, welzijn en samenleving

### Onderwijs
In de gemeente Valkenburg aan de Geul is in iedere kern met meer dan 1000 inwoners minstens een basisschool gevestigd; in totaal tien. In Houthem bevindt zich de mytylschool Franciscus ("Franciscusoord"). Er is in de gemeente slechts één school voor voortgezet onderwijs: de afdeling vmbo van het Stella Maris College. Voor andere vormen van voortgezet en hoger onderwijs moeten Valkenburgse scholieren naar Meerssen of elders.

### Gemeenschapsleven
In Valkenburg en de diverse dorpen zijn een groot aantal verenigingen actief, vooral op muzikaal en sportief gebied. De grotere dorpen bschikken over een dorpshuis, waarin diverse verenigingen een onderdak vinden en gemeenschapsactiviteiten ontplooid kunnen worden.

### Religie

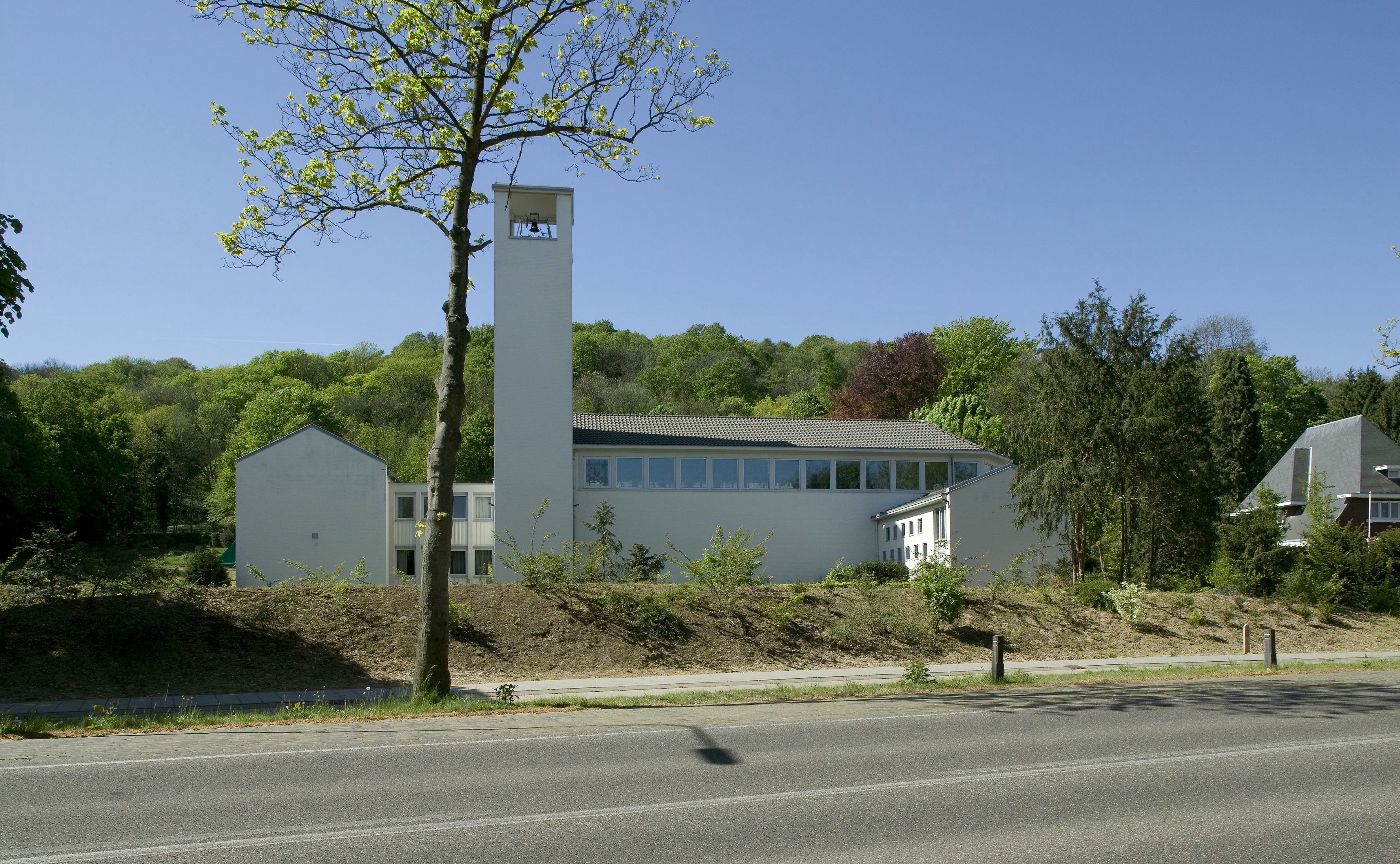
Priorij Regina Pacis aan de Valkenburgerweg

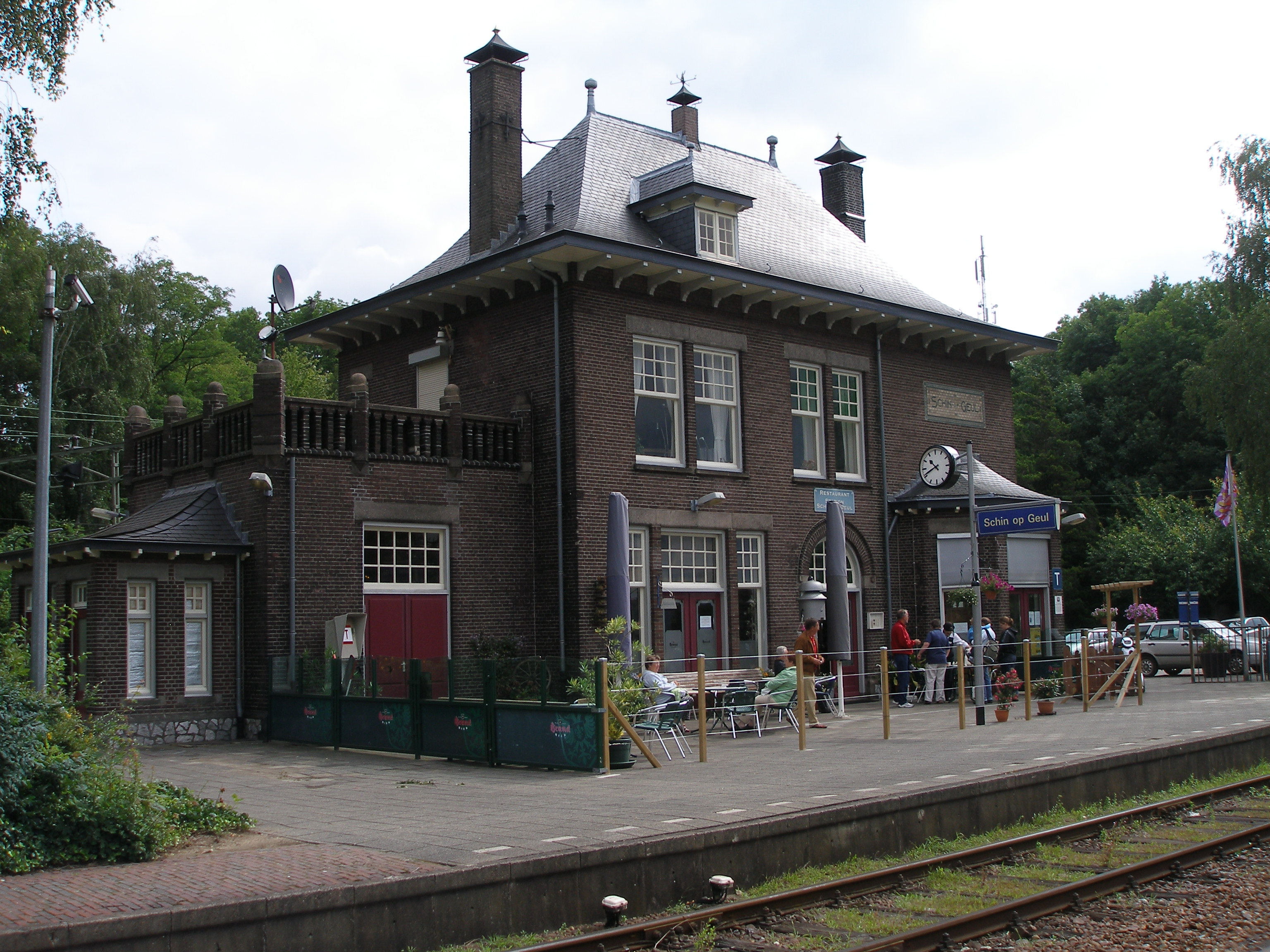
Station Schin op Geul

Door de ontkerkelijking is de invloed van de Rooms-Katholieke Kerk op het maatschappelijk leven in Valkenburg aan de Geul, zoals overal in Limburg en Nederland, sinds de jaren 1960 sterk gedaald. Vanwege het tekort aan priesters hebben veel parochies geen eigen pastoor meer. Sommige katholieke tradities worden wel nog in ere gehouden, zoals de jaarlijkse sacramentsprocessies, de Sjaasbergergank, het rozenkransbidden bij de Valkenburgse Lourdesgrot en de dagelijkse ontvangst van pelgrims bij het Sint-Gerlachusheiligdom in Houthem.
In Valkenburg en in de kerkdorpen binnen de gemeente bevinden zich een tiental kerken, merendeels katholieke:
- H.H. Nicolaas en Barbarakerk te Valkenburg
- Onze-Lieve-Vrouw van Altijddurende Bijstandkerk ("nieuwe kerk") te Valkenburg
- Kloosterkerk (kapel van het voormalige Franciscanessenklooster, thans protestantse kerk) te Valkenburg
- Sint-Jozefkerk te Valkenburg-Broekhem
- Sint-Gerlachuskerk te Houthem
- Johannes de Doperkerk te Oud-Valkenburg
- Sint-Mauritiuskerk te Schin op Geul
- Sint-Rozakerk te Sibbe
- Sint-Monulphus en Gondulphuskerk te Berg

Andere (voormalige) religieuze instellingen zijn: de priorij Regina Pacis, het voormalig jezuïetenklooster (later bejaardenhuis Boslust), het voormalige ursulinenklooster (later Paters H.H. Harten, ofwel "paters van de Cauberg"), het voormalige redemptoristenklooster (thans Parkhotel Valkenburg) en de Irenekerk (thans in gebruik als restaurant), alle te Valkenburg. Elders in de gemeente bevinden zich het voormalige klooster Ravensbosch, het montfortanenklooster in Houthem (met als kloosterkapel de voormalige parochiekerk Sint-Martinuskerk) en het voormalige norbertijnenklooster, later adellijk damesstift in Houthem-Sint Gerlach, thans Château St. Gerlach. In de gemeente zijn verder tientallen kapelletjes en wegkruizen te vinden, die getuigen van het eens bloeiende "Rijke Roomse Leven". Ondergrondse schuilkapellen bevinden zich in de Gemeentegrot, de Geulhemmergroeve en de Sibbergroeve. Andere religieuze monumenten zijn de Lourdesgrot op de Cauberg, de Romeinse Katakomben en de kluis op de Schaelsberg.

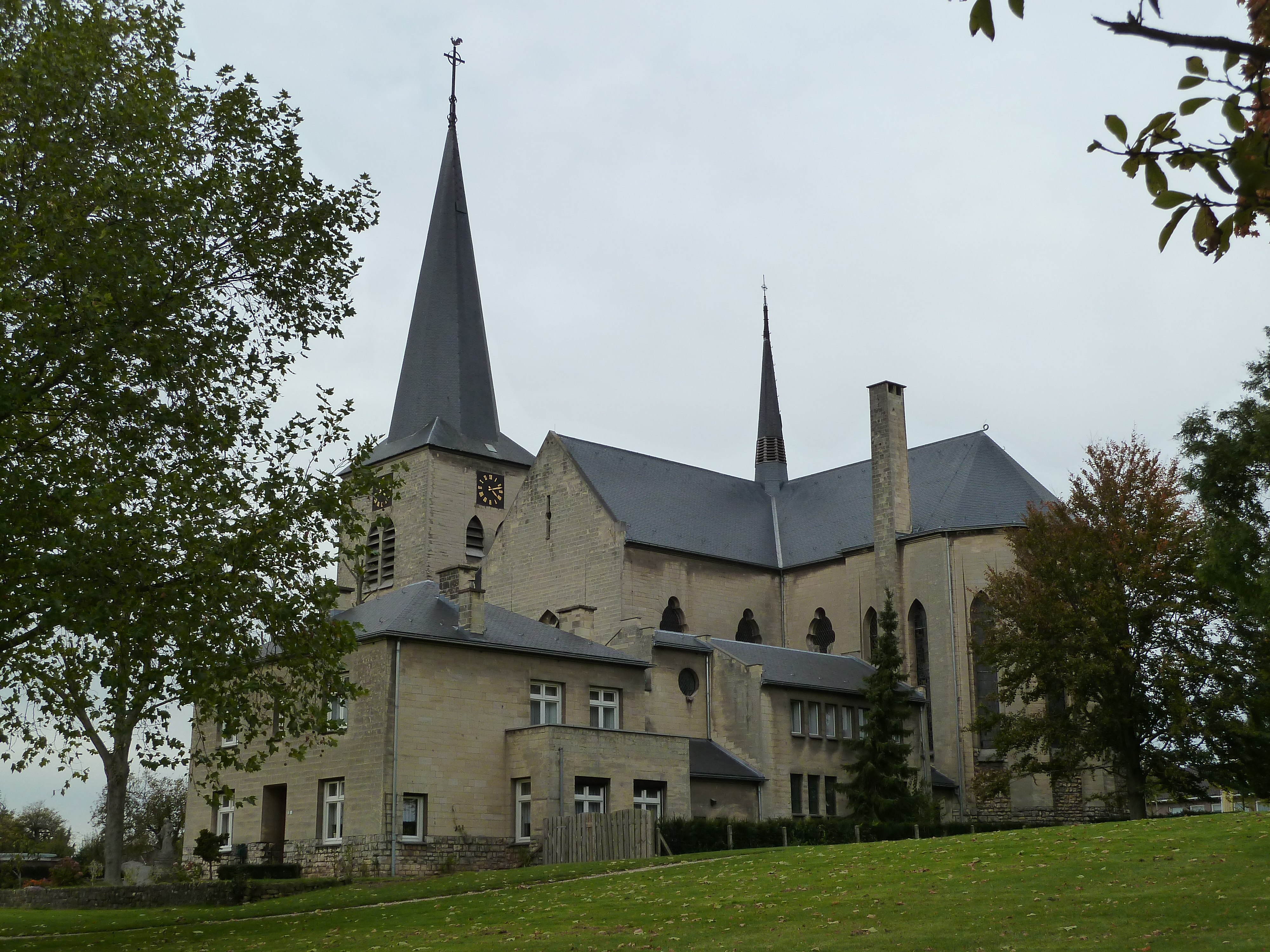
Kerk Berg en Terblijt
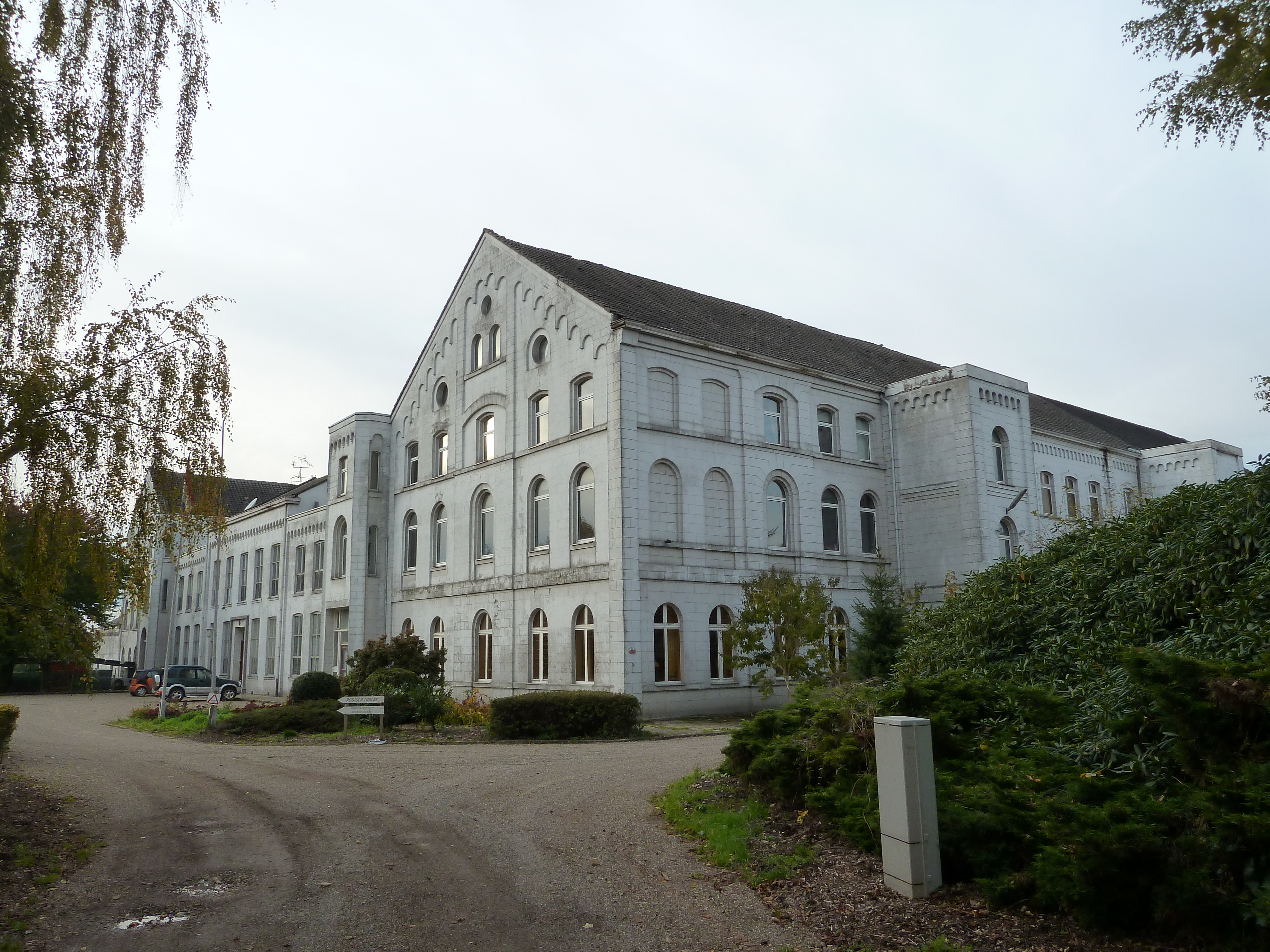
Klooster Ravensbosch
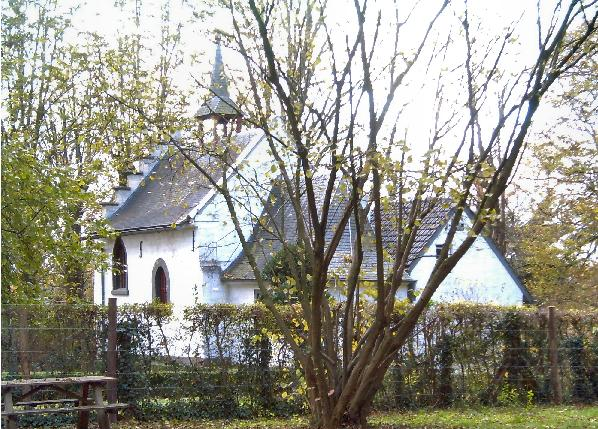
Kluis Schaelsberg
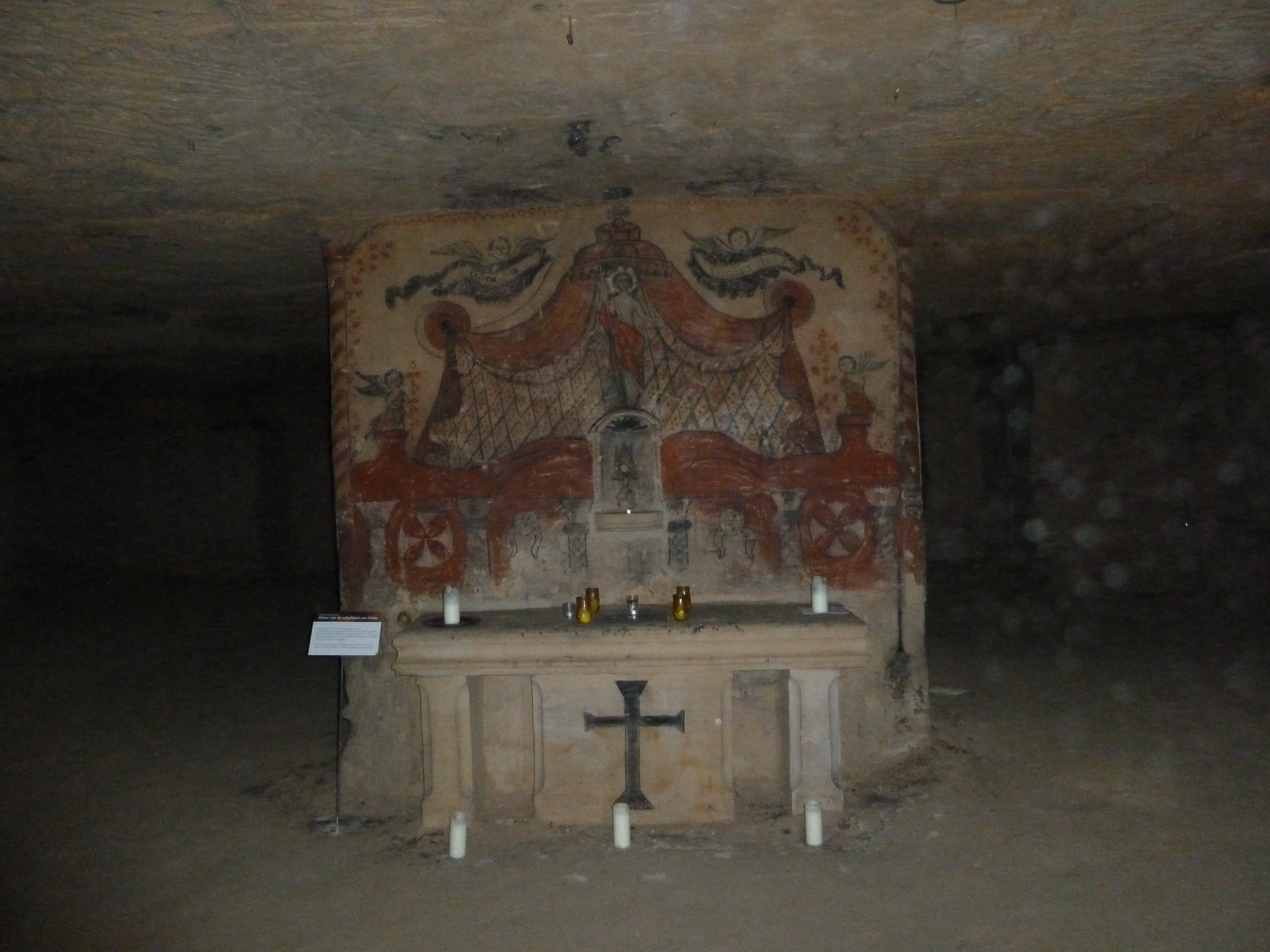
Kapel Sibbergroeve

## Verkeer en openbaar vervoer
De gemeente Valkenburg aan de Geul heeft een directe aansluiting op de autosnelweg Maastricht-Heerlen, de A79. De gemeente beschikt over een drietal treinstations, gelegen aan de Heuvellandlijn. Vanaf de stations Valkenburg, Houthem-Sint Gerlach en Schin op Geul vertrekken treinen naar onder andere Maastricht en Heerlen. Op een deel van de lijn rijden daarnaast stoomtreinen van de Zuid-Limburgse Stoomtrein Maatschappij. Er bestaan rechtstreekse busverbindingen met Maastricht, Brunssum, Gulpen en Geleen. Binnen de gemeente bestaan diverse buurtbusverbindingen.

## Economie

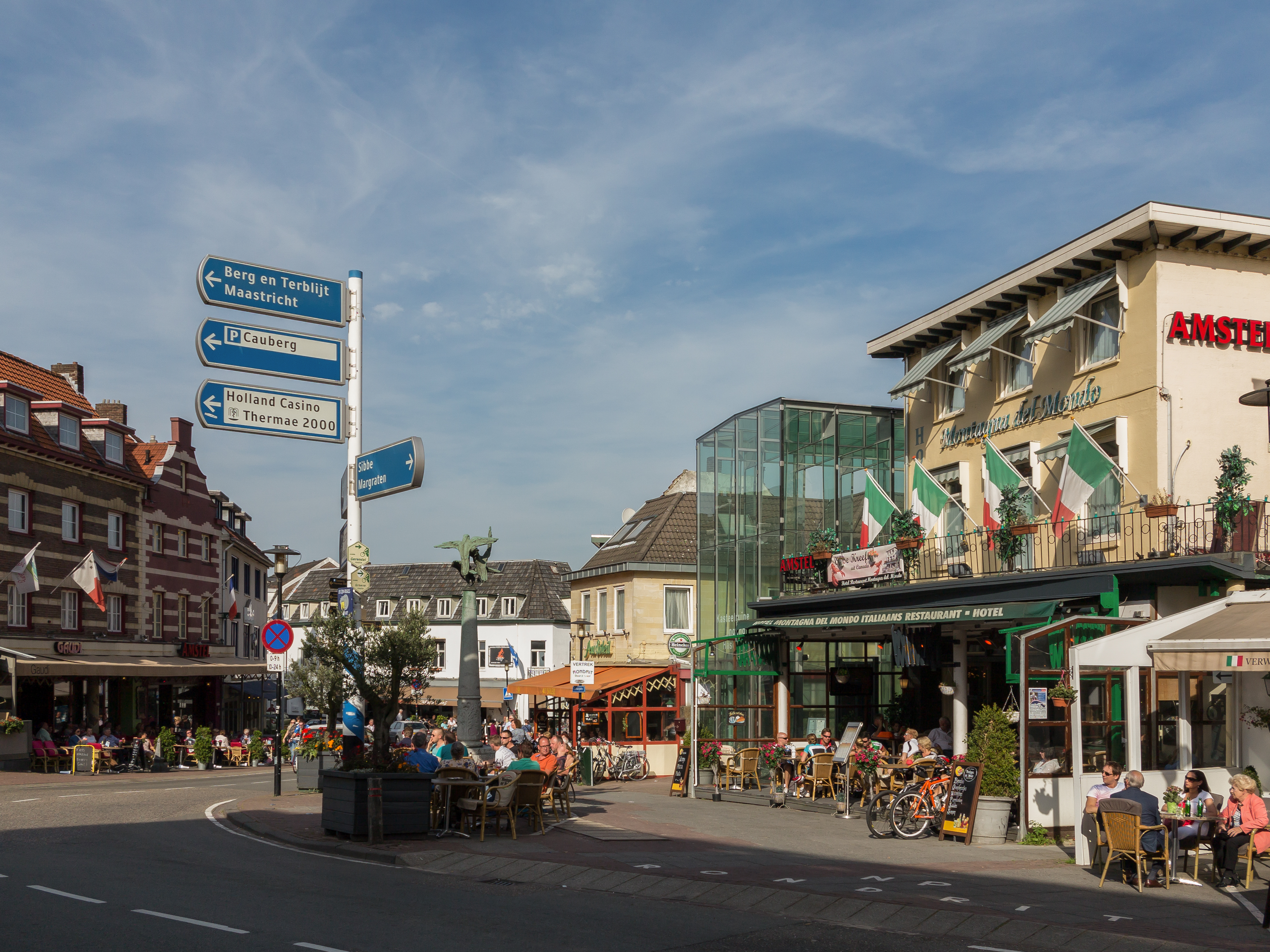
Grendelplein aan de voet van de Cauberg

Valkenburg telde in 2007 ca. 6350 arbeidsplaatsen. Veel inwoners van de gemeente (ca. 60%) pendelen als forenzen naar Maastricht en in mindere mate naar Heerlen of Sittard-Geleen. Het gemiddeld inkomen ligt met € 13.300 per inwoner onder het landelijk gemiddelde.

### Landbouw
Hoewel het aantal landbouwbedrijven sinds de jaren 1950 sterk is gedaald, is de landbouw in grote delen van de gemeente nog een belangrijke bron van inkomsten. Vanouds waren er in het dal van de Geul voornamelijk veeteeltbedrijven gevestigd, terwijl er op de hoger gelegen plateaus meer akkerbouw- en gemengde bedrijven waren. Daarbij is ook de fruitteelt van belang, vroeger vooral door veehouders met hoogstamboomgaarden, tegenwoordig vrijwel uitsluitend door gespecialiseerde bedrijven met uitgestrekte fruitplantages. In 2007 waren er in de gemeente ca. 30 veehouders actief, 20 akkerbouwers en 10 fruittelers.

### Delfstoffenwinning en industrie
De in de Valkenburgse ondergrond rijkelijk aanwezige kalksteen (lokaal aangeduid met de incorrecte term "mergel") zorgt al eeuwenlang voor een belangrijke bron van werkgelegenheid in diverse delen van de gemeente. Vooral in Valkenburg zelf, in Sibbe en in Geulhem zijn als een resultaat van die activiteiten uitgebreide gangenstelsels (kalksteengroeves of "mergelgrotten") ontstaan. Enkel in de Sibbergroeve wordt thans nog ondergronds mergel gewonnen, vooral ten behoeve van restauratiedoeleinden. In de Groeve Curfs in Berg werd tot aan het einde van de 20e eeuw mergel gewonnen in dagbouw.
In Valkenburg aan de Geul zijn diverse industriële ondernemingen gevestigd, die onder de categorie lichte industrie vallen. Op het bedrijventerrein De Valkenberg zijn een vijftiental bedrijven gevestigd, waarvan de meeste tot de categorie groothandel gerekend moeten worden. Elders in de gemeente zijn bedrijven vooral aan de rand van dorpskernen gevestigd.

### Zakelijke dienstverlening
Zoals overal in Nederland, is ook in Valkenburg aan de Geul de zakelijke dienstverlening een belangrijk onderdeel van de lokale economie. Als kleinere gemeente is deze sector echter relatief klein ten opzichte van de grotere buurgemeenten.

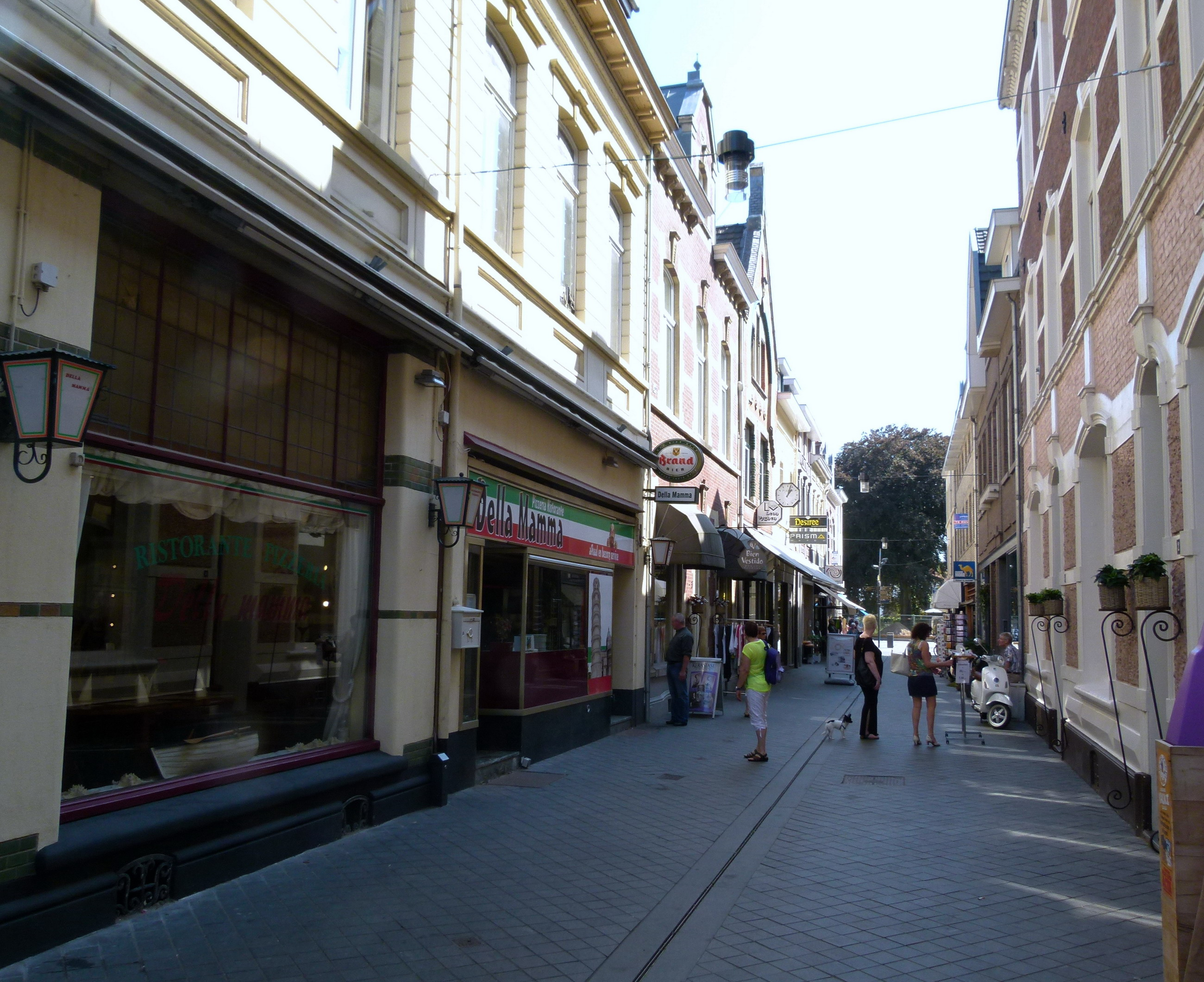
De Passage: winkelstraat in het centrum van Valkenburg

### Detailhandel
Valkenburg is vanouds een regionaal koopcentrum, dat evenwel in de laatste decennia sterk in betekenis heeft ingeboet. Vooral het toenemend gebruik van de auto leidde vanaf de jaren 1960 tot meer concurrentie van nabije koopcentra als Maastricht en Heerlen, alsmede grote winkelcentra langs autosnelwegen (Makado Beek, Maasmechelen Village). Toch vervult de detailhandel in Valkenburg nog een belangrijke streekfunctie. Op het Theodoor Dorrenplein vindt op maandag de wekelijkse warenmarkt plaats. Echte winkelstraten zijn de Dr Erensstraat, de Louis van der Maesenstraat, de Passage en de Lindenlaan. Sommige straten waar in het verleden veel winkels gevestigd waren (Muntstraat, Berkelstraat en Grotestraat) zijn grotendeels horecastraten geworden. In 2013 werd gestart met de uitvoering van het zogenaamde Centrumplan, dat sloop en herbouw van een belangrijk deel van het winkelaanbod omvat. Daartoe is op het Berkelplein een tijdelijk winkelcentrum gebouwd. Tevens zijn er ook nog mogelijkheden tot winkelen aan het Walramplein.
Ook in de dorpen is het aantal winkels drastisch teruggelopen. Alleen in het grootste dorp, Berg, bleef het winkelaanbod gehandhaafd.

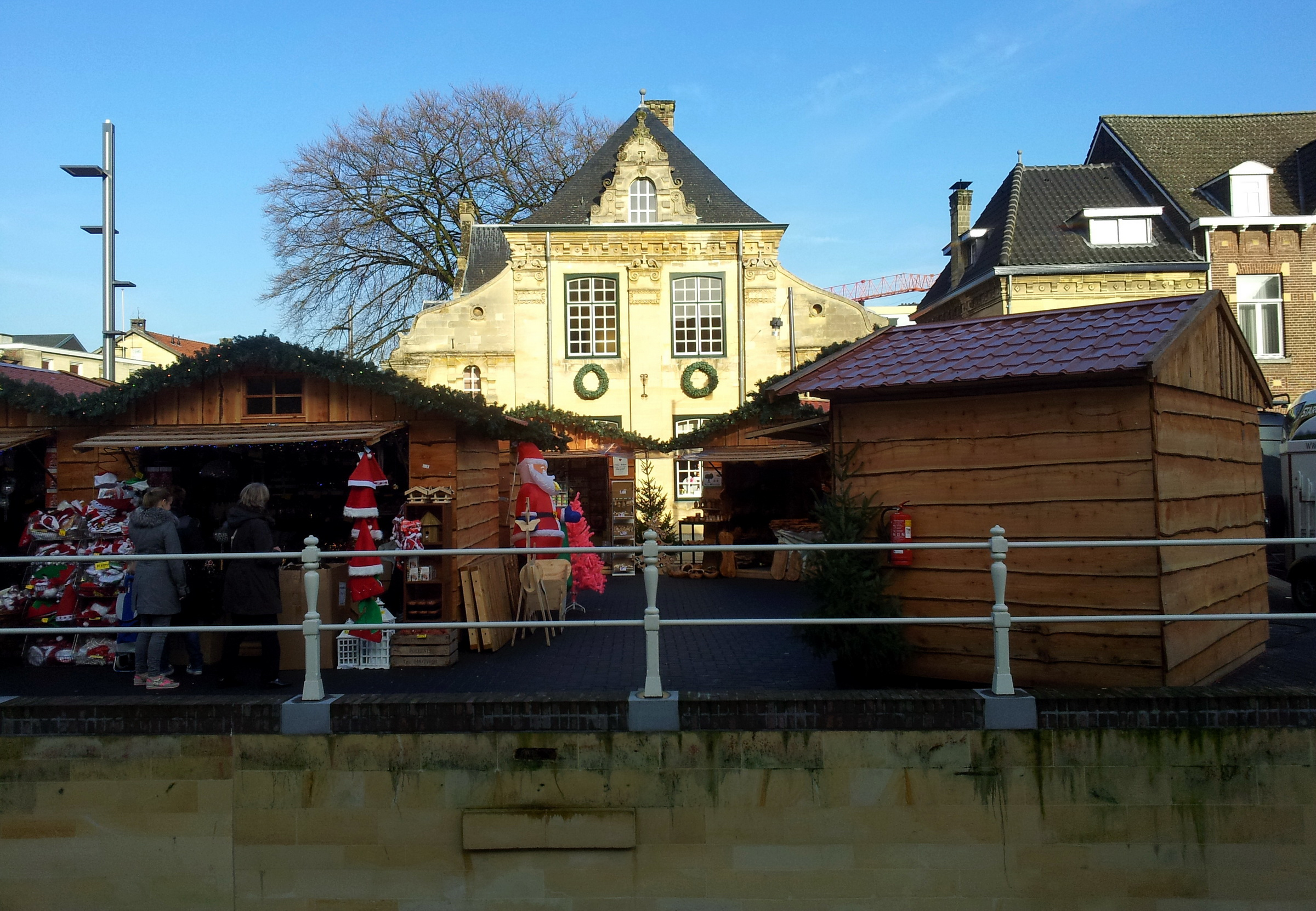
Kerstmarkt rondom het Spaans Leenhof

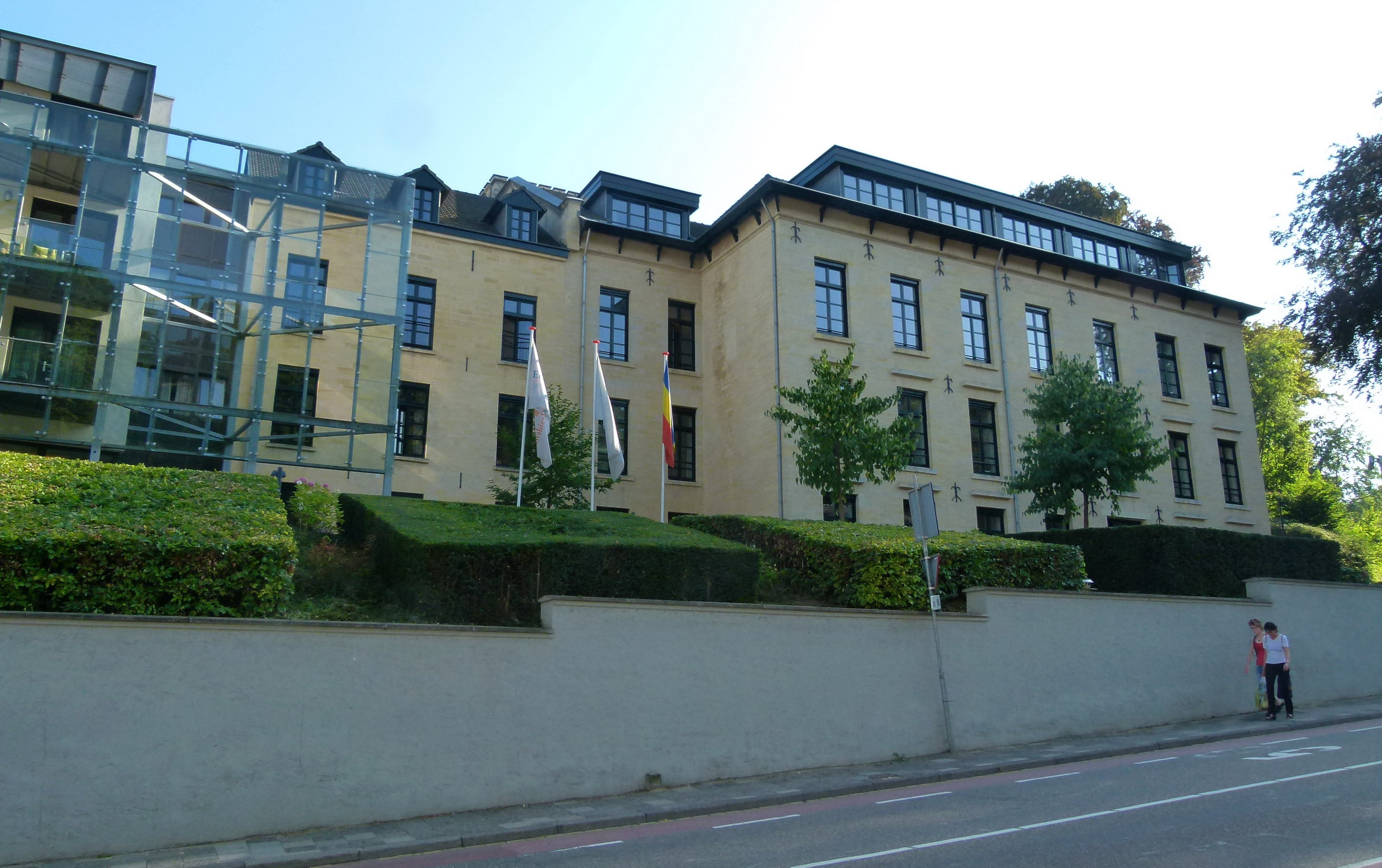
Wellness op de Cauberg: Domaine Cauberg

### Toerisme
Valkenburg aan de Geul is een toeristische gemeente. Sinds het einde van de 19e eeuw speelt het toerisme een belangrijke rol in de Valkenburgse economie. Het aantal hotels, restaurants, cafés, vakantieparken en campings is bovengemiddeld groot. De totale hotelcapaciteit in de gemeente bedraagt ca. 4370 bedden; hoewel het al jaren dalende is. Ook het aantal campings is gedaald (in 2013 nog 9); het aantal recreatiewoningen daarentegen is sinds 2000 sterk gestegen (ca. 630). In 2012 werden 1.136.969 overnachtingen geboekt in hotels, pensions, B&B's, vakantieappartementen, recreatiebungalows en kampeerterreinen in de gemeente. Het aantal dagjesmensen, met name in de zomermaanden en rondom kerstmis, bedraagt een veelvoud daarvan. Hotel Schaepkens van St. Fijt is een van de oudste hotels in de gemeente.
Na het hoogtepunt van het massatoerisme in de jaren 1970 en de daarna teruglopende bezoekcijfers, besloot het gemeentebestuur vanaf de jaren 1990 in te zetten op het zogenaamde wellnesstoerisme. Aanleiding daarvoor was de komst van Thermae 2000 in 1989. Met de gemeente Maastricht werden plannen ontwikkeld voor een gezamenlijke city of wellness. Passend in dat beleid zijn de aanleg van het Kuurpark op de Cauberg, de komst van een Kneipp kuurbad in Château St. Gerlach, de vestiging van een nierdialysecentrum in het voormalige Hotel Prinses Juliana, de ombouw van het voormalige klooster op de Cauberg tot luxe verzorgingshuis "Domaine Cauberg" en plannen voor een groot wellnesshotel met congresfaciliteiten in het voormalige jezuïetenklooster ("Boslust") met een nieuw te bouwen dépendance in het centrum ("Croix de Bourgogne").
De belangrijkste toeristische trekpleisters zijn een eeuw lang dezelfde gebleven: de natuur rondom Valkenburg, het beschermde stadsgezicht en een groot aantal rijksmonumenten in het historische stadje zelf, de vele monumenten in de overige kernen, waaronder een tiental kastelen, enkele watermolens en diverse typisch Limburgse carréboerderijen, een aantal mergelgrotten en andere toeristische attracties (vooral in Valkenburg-Centrum), en de vele activiteiten, die vanouds een grote aantrekkingskracht op bezoekers hebben (onder andere carnaval, processies, kermissen, rommelmarkten, openluchtvoorstellingen en sportevenementen). Sinds de jaren 1990 hebben met name de activiteiten in de kerstperiode, zoals kerstmarkten in de mergelgrotten, voor een stijging in de bezoekersaantallen gezorgd. Om het centrum het hele jaar door aantrekkelijker te maken, zullen de Geulkades volgens een verlichtingsplan van de Duitse lichtkunstenaar Ingo Maurer worden aangelicht.

## Bezienswaardigheden

### Natuur
Wandelen en andere vormen van natuurbeleving behoren al sinds het midden van de 19e eeuw tot de pijlers van het toerisme in Valkenburg. In de gemeente bevinden zich diverse belangrijke natuurgebieden, waaronder de Cauberg, de Heunsberg, de Geulhemmerberg, de Sousberg, de Goudsberg, het Gerendal, het Sint-Jansbosch, het Biebosch, het Schaelsbergerbos en het Ravensbosch. Veel van deze gebieden zijn onderdeel van het Natura 2000-gebied Geuldal. Daarnaast bezit Valkenburg diverse parken, waaronder het Geulpark, het Rotspark en het Kuurpark.

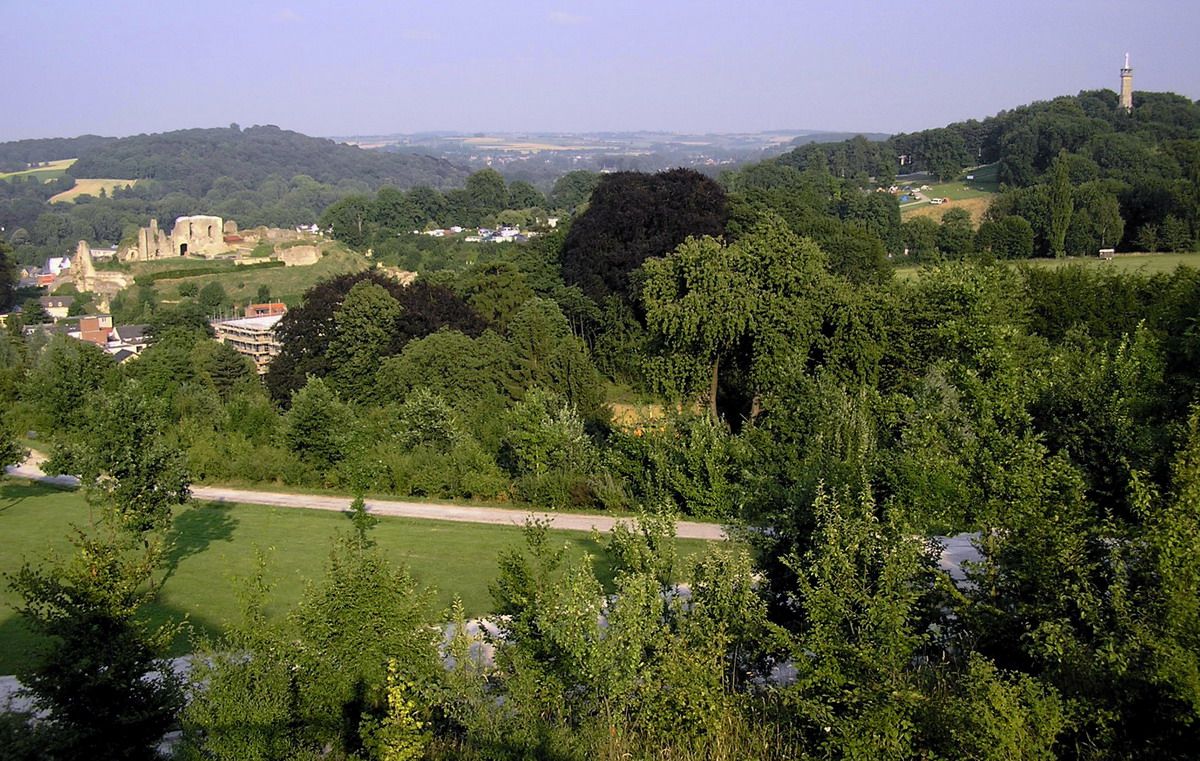
Uitzicht vanaf Cauberg
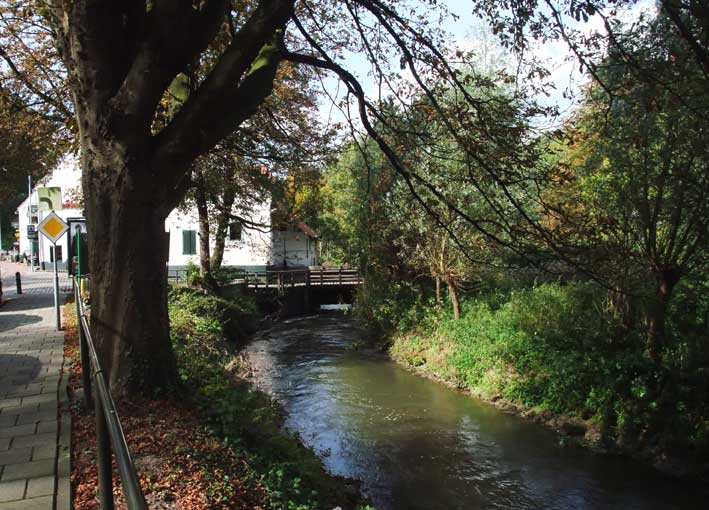
Geuldal, Geulhem
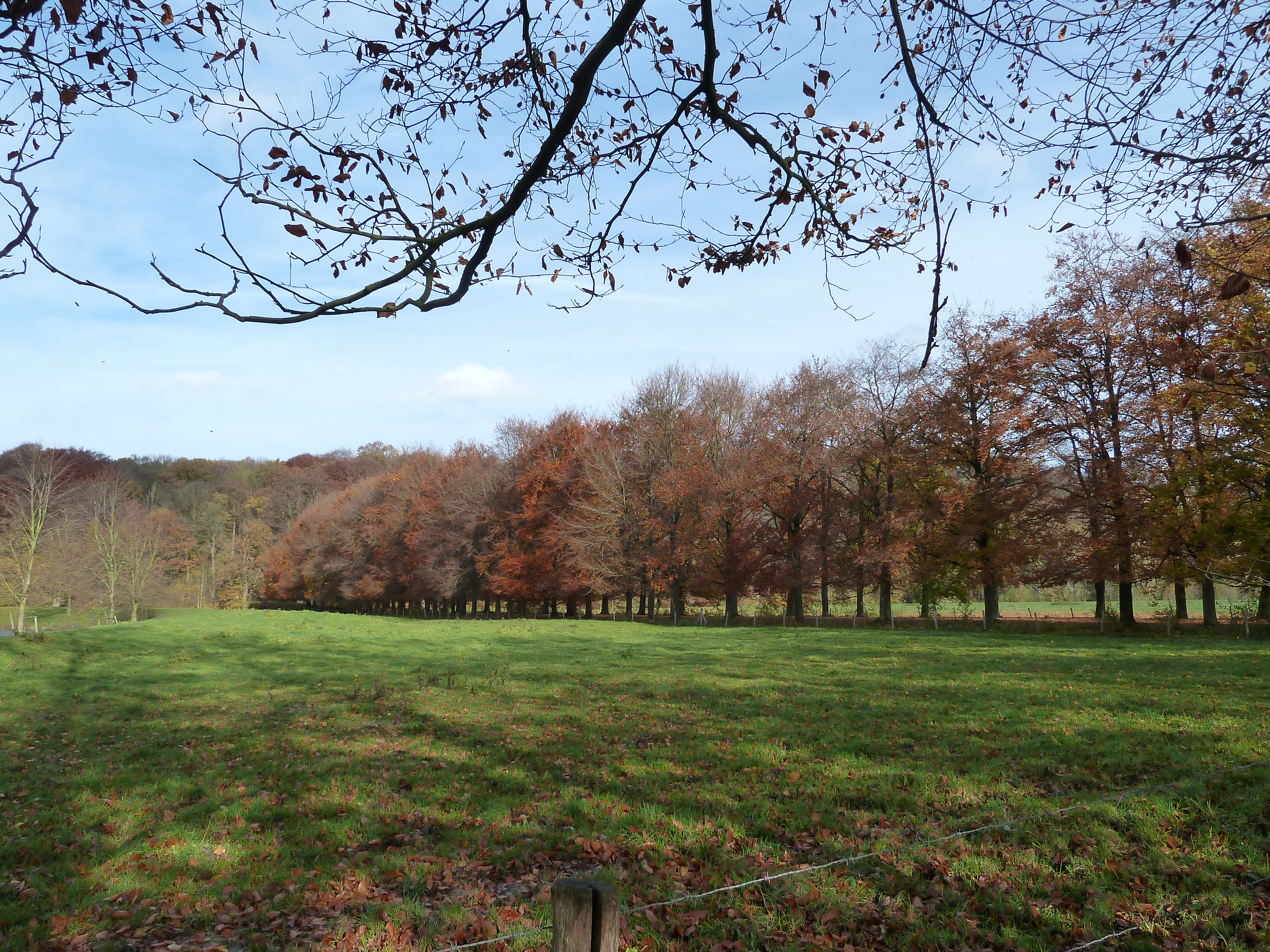
Omgeving Oud-Valkenburg
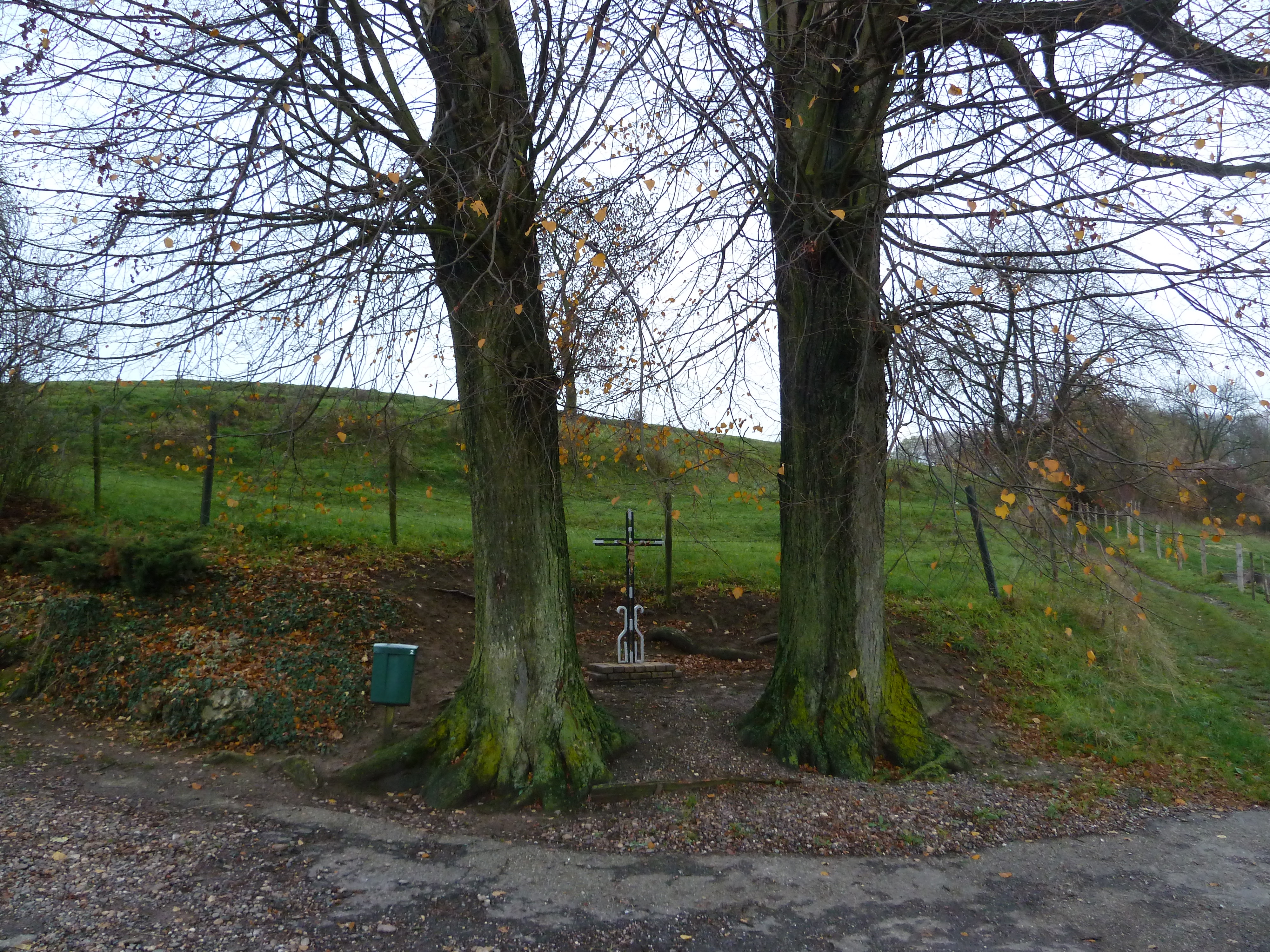
Wandelgebied bij Walem

### Monumenten
Belangrijk voor het toerisme in Valkenburg zijn de drie beschermde stads- en dorpsgezichten binnen de gemeente: het rijksbeschermd gezicht Valkenburg, het rijksbeschermd gezicht Oud Valkenburg en het rijksbeschermd gezicht Sint Gerlach. In plannen uit het eerste kwart van de 21e eeuw stelt de gemeente zich ten doel het historische karakter van Valkenburg meer te benadrukken. Onderdeel daarvan is de herinrichting van de centrumstraten, het herstel en beter toegankelijk maken van de Kasteelruïne (beide voltooid in 2013), de restauratie van de twee stadspoorten (Berkelpoort en Grendelpoort), de herbouw van de verdwenen, derde stadspoort (Geulpoort) en het terugbrengen van een deel van de stadsgracht in het Den Halderpark. Met deze werkzaamheden werden de Vestingwerken van Valkenburg prominenter zichtbaar gemaakt. Ook in andere delen van de gemeente bevinden zich een groot aantal rijksmonumenten. Bijzonder is het 'lint' van kastelen in de Geulvallei. Van oost naar west: Kasteel Genhoes, Kasteel Schaloen, Kasteel Oost, Kasteel Den Halder, Château St. Gerlach en Kasteel Geulzicht.

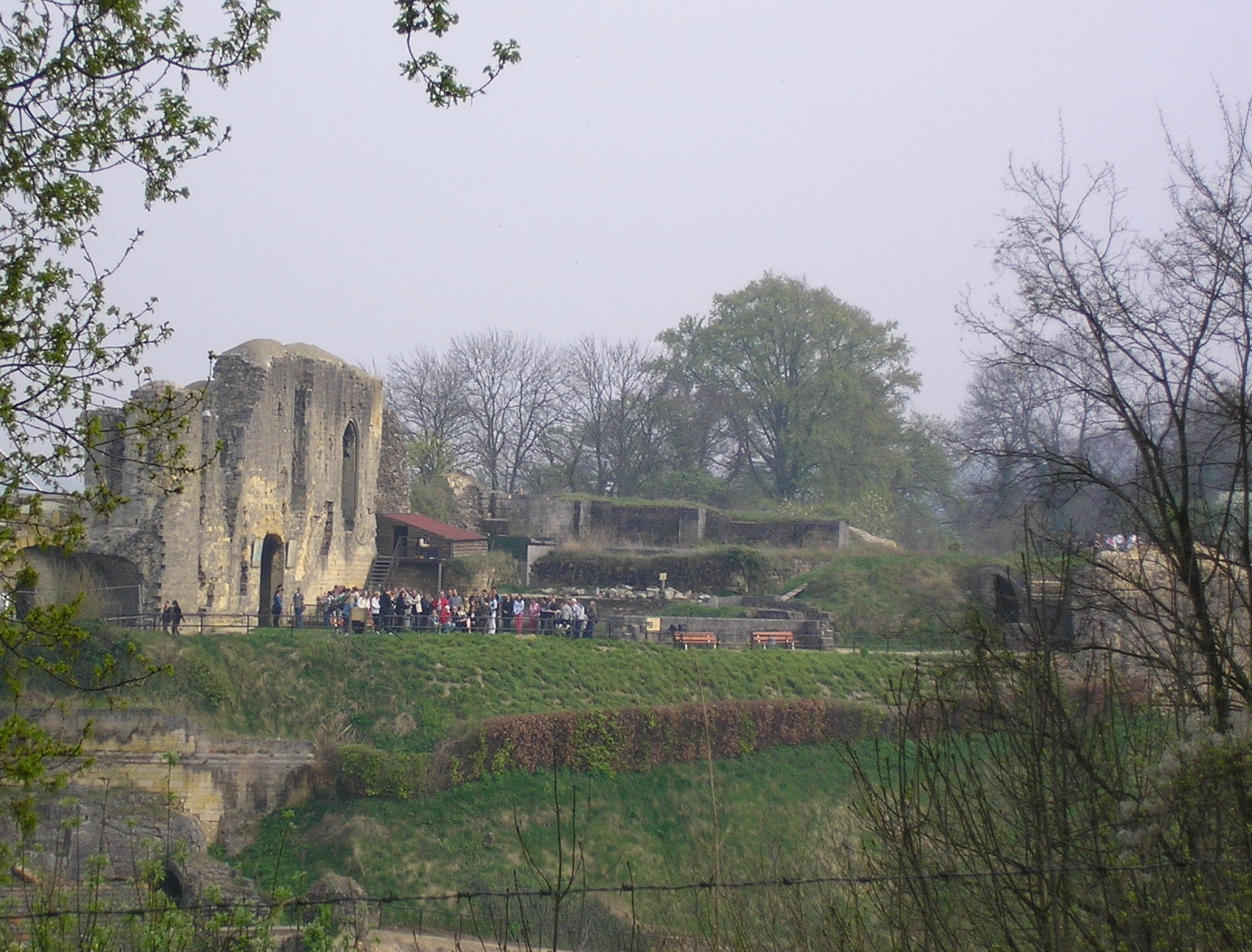
Kasteelruïne Valkenburg
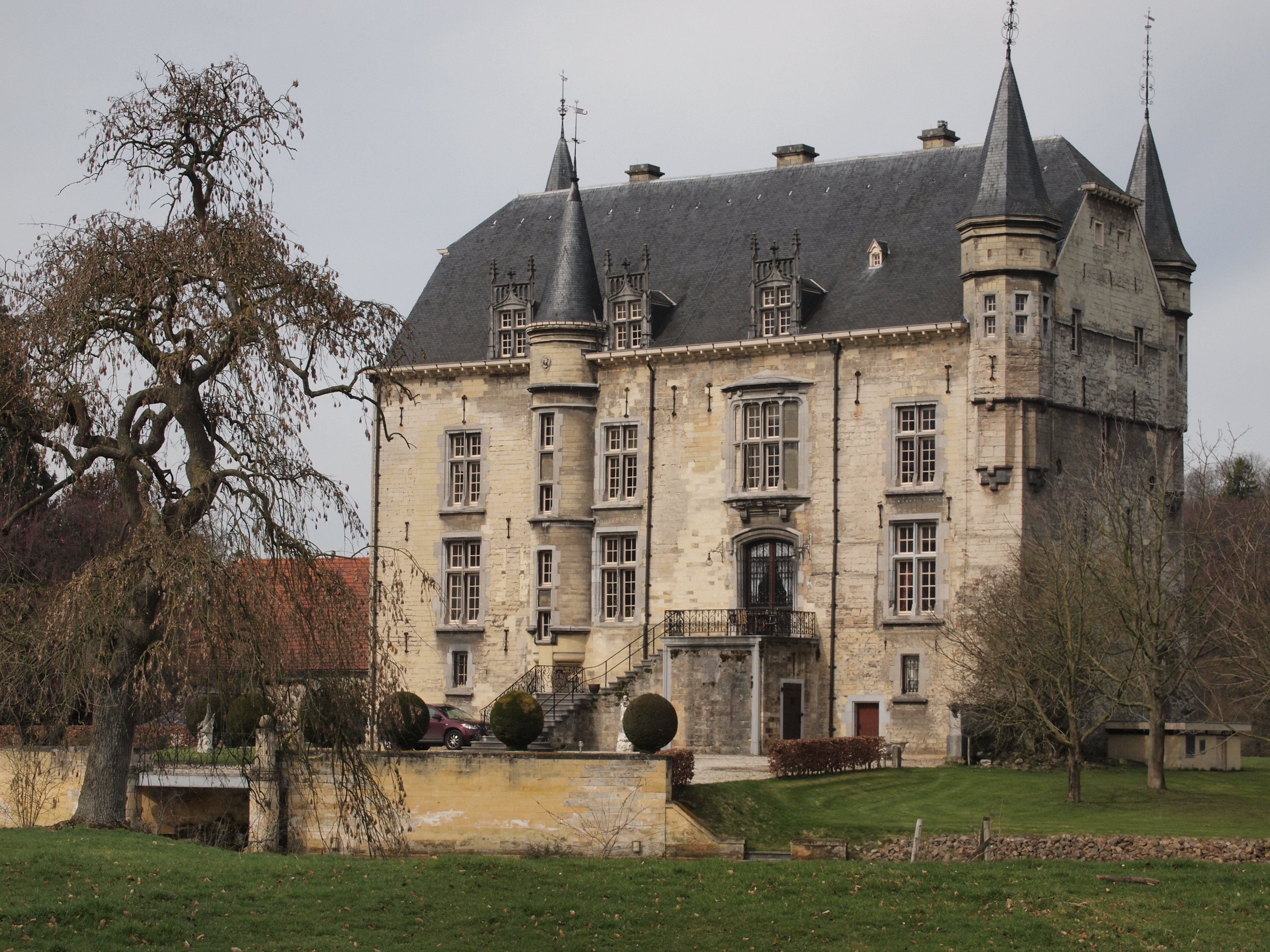
Kasteel Schaloen
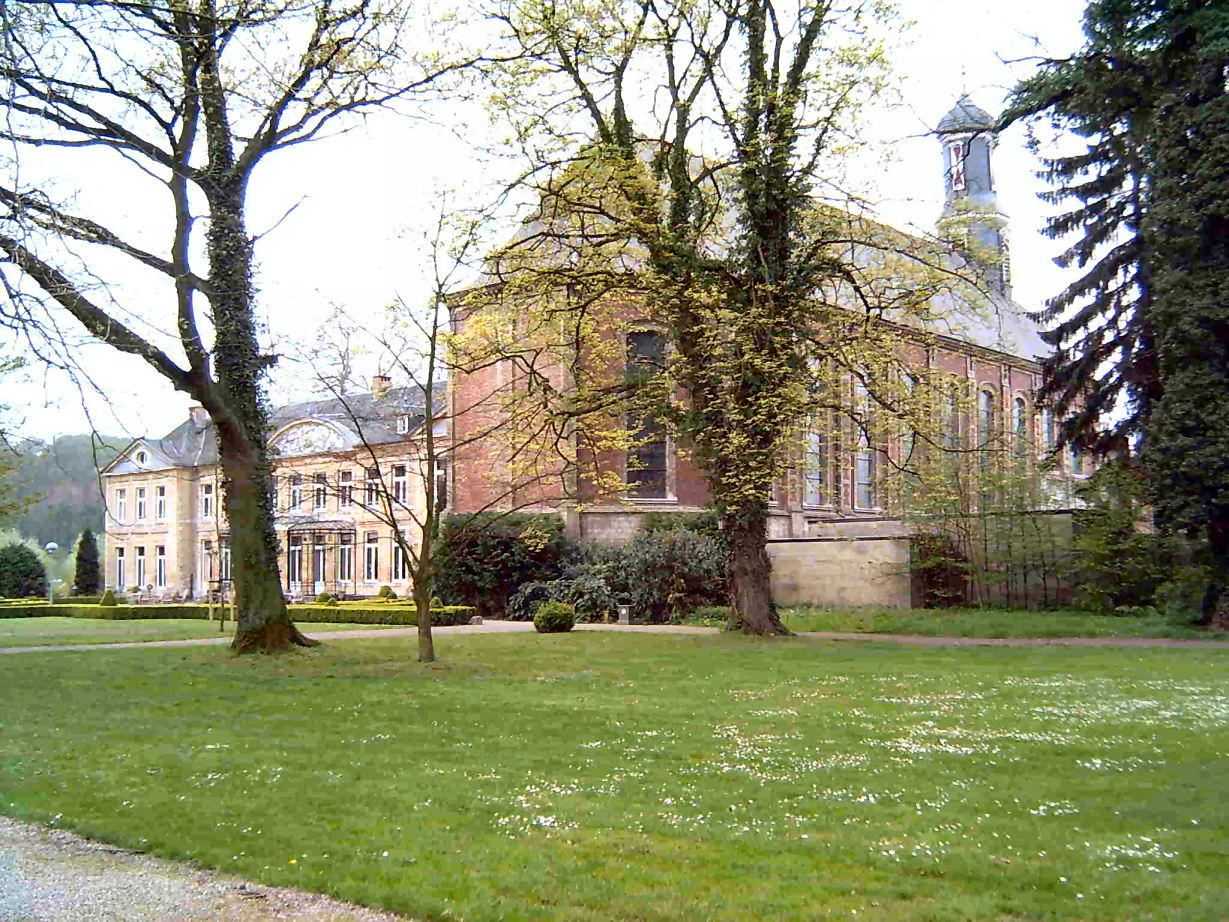
Beschermd dorpsgezicht Sint Gerlach
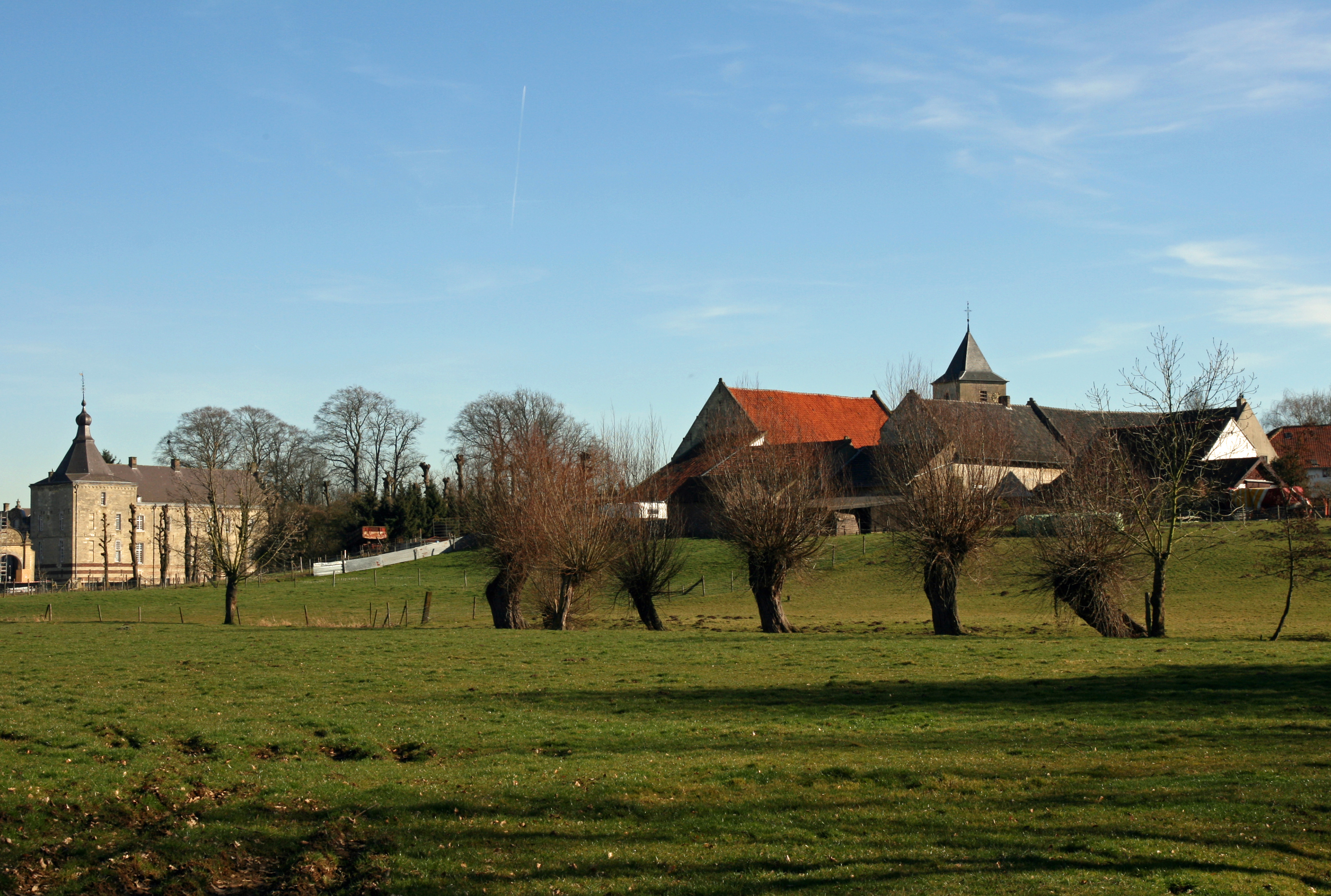
Beschermd dorpsgezicht Oud Valkenburg
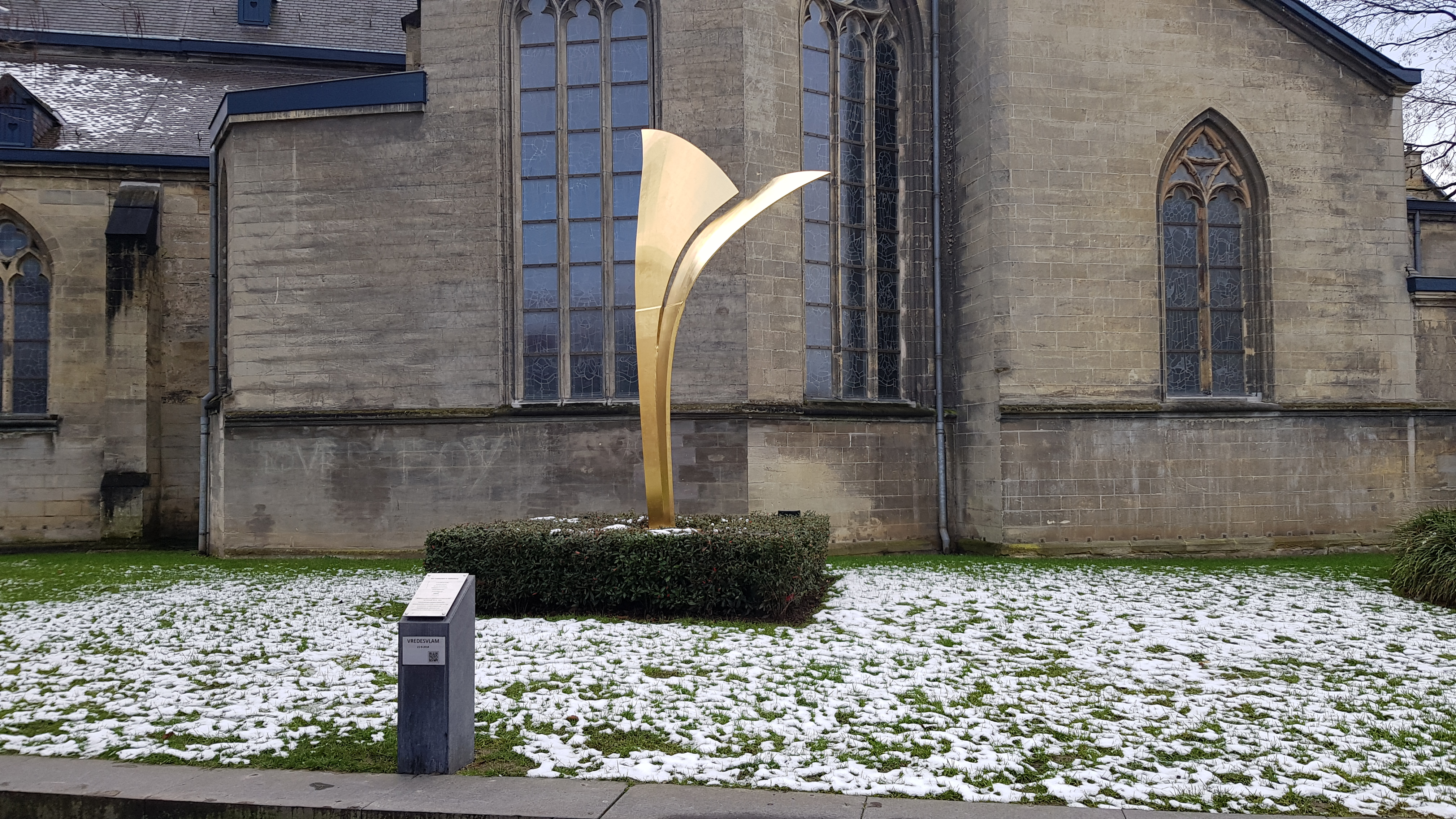
Vredesvlam

Daarnaast telt de gemeente Valkenburg aan de Geul enkele oorlogsmonumenten.

### Toeristische attracties
Van de vele attracties in de gemeente kunnen genoemd worden: de mergelgrotten (onder andere Gemeentegrot, Fluweelengrot, Romeinse Katakomben, Steenkolenmijn Valkenburg, Sibbergroeve, Rotswoningen van Geulhem en Geulhemmergroeve), de Wilhelminatoren (ingestort, op 16 maart 2025) en de kabelbaan, het Kuurpark (met Thermae 2000 en Holland Casino) en het Sprookjesbos Valkenburg.

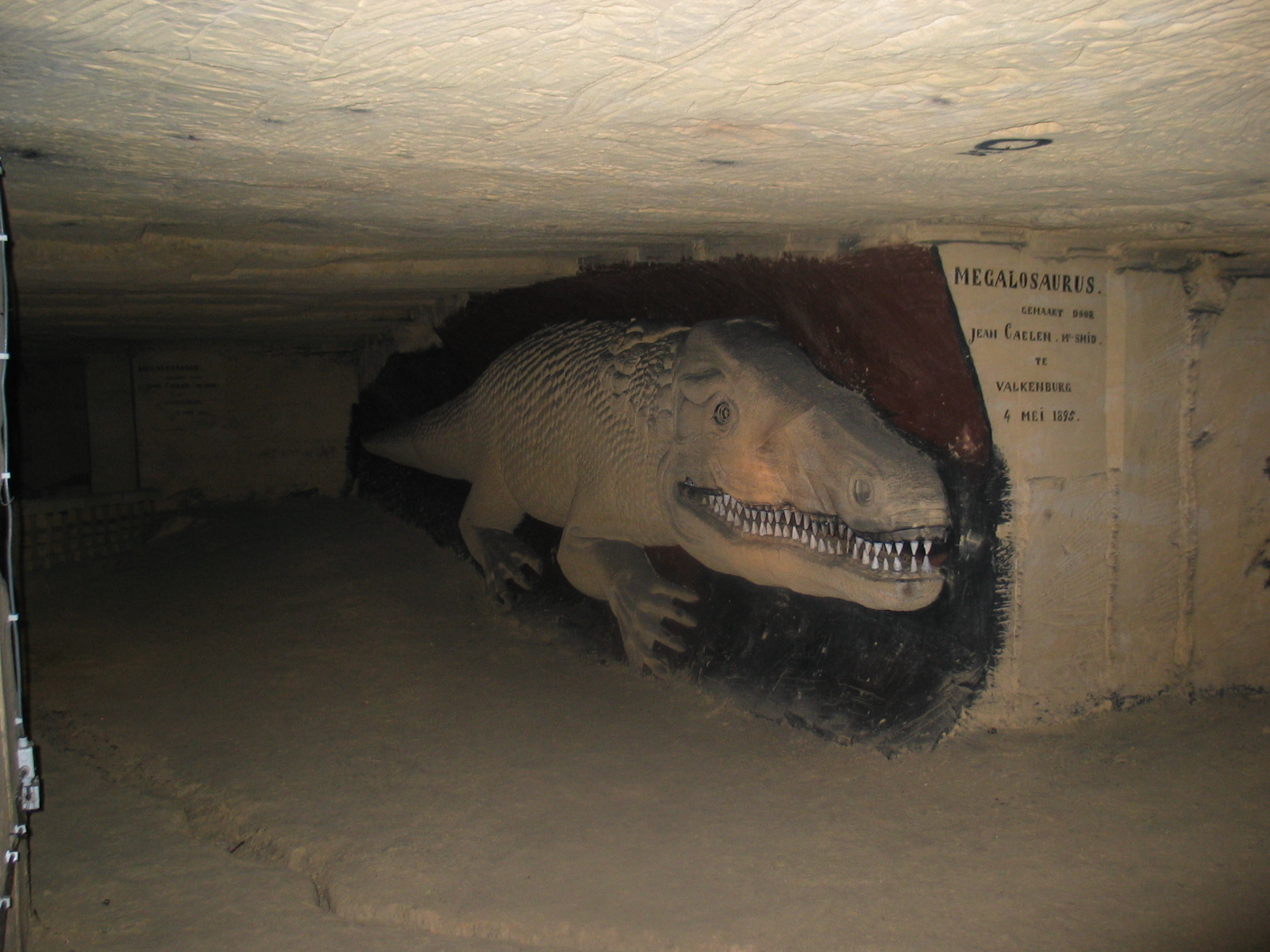
Gemeentegrot
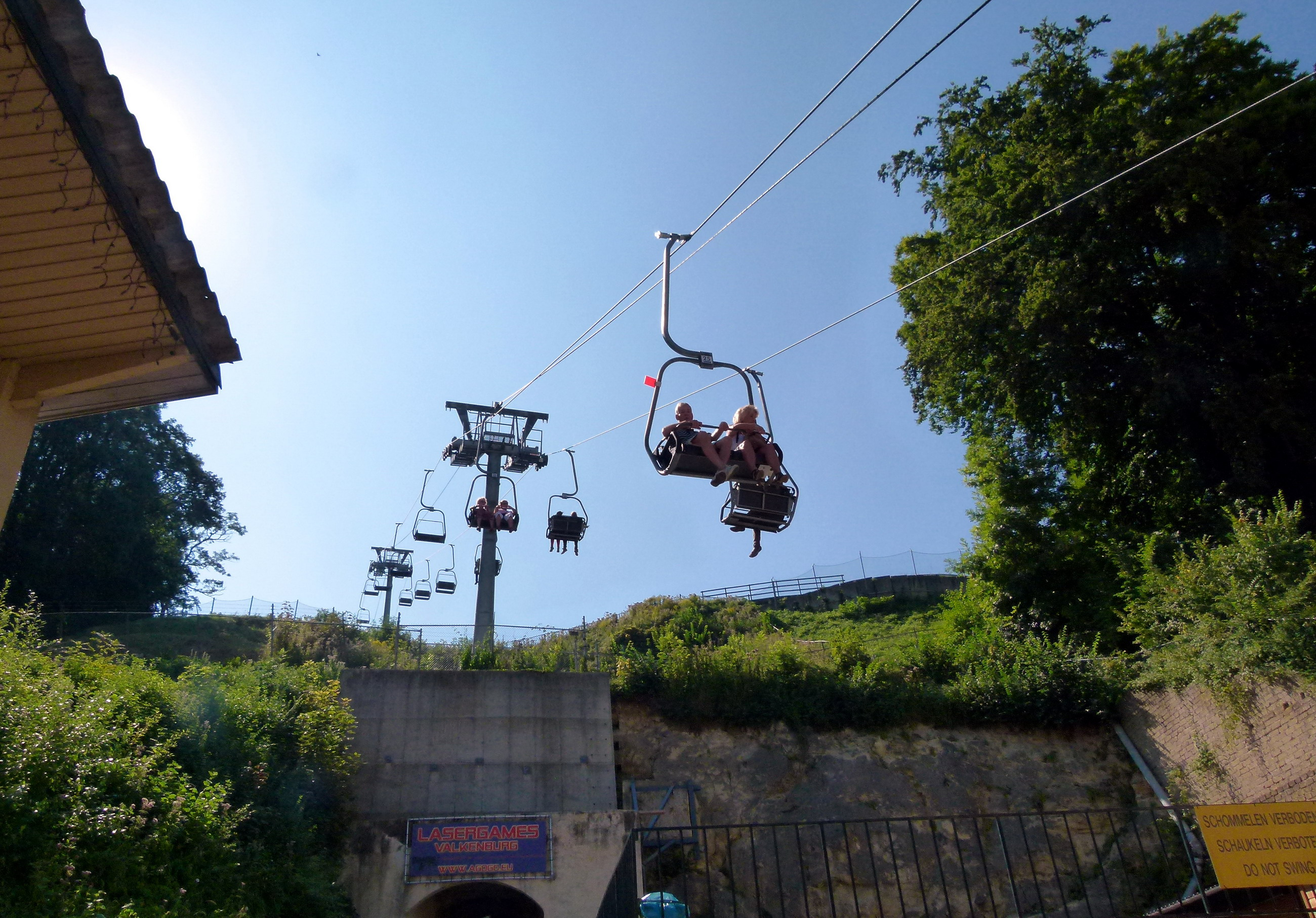
Kabelbaan
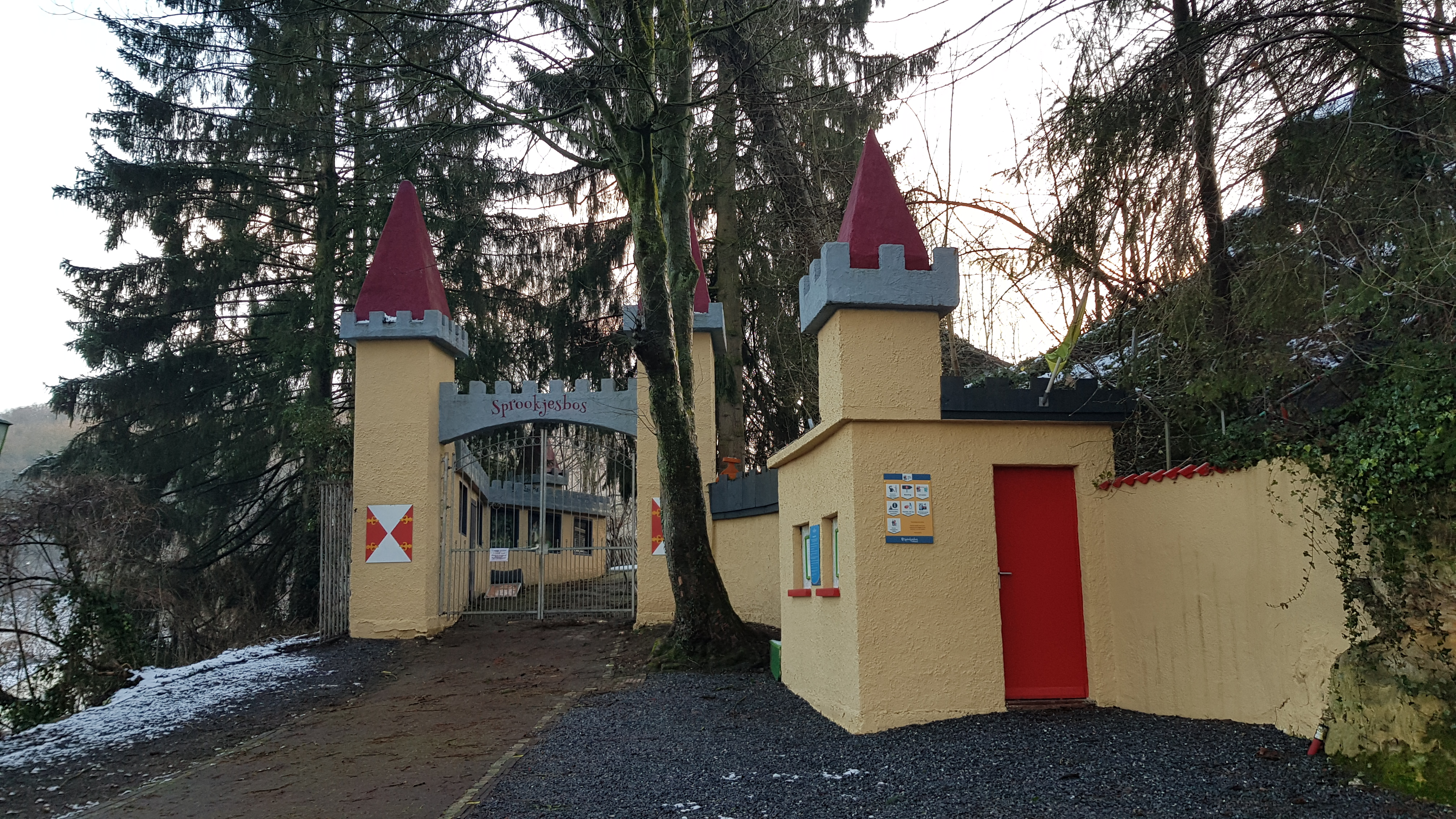
Sprookjesbos